# فقاريات بحرية
الفقاريات البحرية هي فقاريات تعيش في البيئات البحرية، وتشمل أسماك المياه المالحة (بما في ذلك أسماك أعالي البحار والشعاب المرجانية والأعماق) ورباعيات الأرجل البحرية (بشكل أساسي الثدييات البحرية والزواحف البحرية، بالإضافة إلى مجموعات شبه مائية مثل الطيور البحرية). وبصفتها شعبة فرعية من الحبليات، فقد طورت جميع الفقاريات عمودًا فقريًا (السِّيْسَاء) يعتمد على الحبل الظهري الجنيني (الذي يصبح الأقراص بين الفقرات)، ليشكل الدعامة الهيكلية الأساسية لهيكل داخلي، ويخدم أيضًا في تغليف وحماية الحبل الشوكي.
بالمقارنة مع الحيوانات البحرية الأخرى، فإن الفقاريات البحرية أكثر قدرة على السباحة الحرة بشكل واضح، وتعتمد حركتها المائية بشكل أساسي على الدفع بواسطة الذيل والزوائد المزدوجة مثل الزعانف والمجاديف والأطراف المكففة. كما أن الفقاريات البحرية لديها جهاز عصبي مركزي أكثر مركزية بكثير من اللافقاريات البحرية، حيث تتركز معظم الوظائف العليا في الرأس ويحتكرها الدماغ؛ وقد طور معظمها جهازًا عصبيًا مركزيًا ومحيطيًا مغمدًا بالميالين، مما يزيد من سرعات التوصيل بشكل كبير. إن الجمع بين الهيكل الداخلي (الذي يسمح بأحجام جسم أكبر بكثير لنفس الكتلة الهيكلية) وجهاز عصبي أكثر قوة وكفاءة (مما يتيح إدراكًا أكثر حدة وتحكمًا حركيًا أكثر تطوراً) يمنح الفقاريات سرعة استجابة جسدية وقدرة على التكيف السلوكي أكبر بكثير، مما أدى إلى هيمنة الفقاريات البحرية على معظم المستويات البيئية العليا في النظم البيئية البحرية.

## الأسماك البحرية
تنقسم الأسماك إلى مجموعتين رئيسيتين: أسماك ذات هياكل عظمية داخلية عظمية وأسماك ذات هياكل عظمية داخلية غضروفية. تشمل تشريح ووظائف أعضاء الأسماك بشكل عام قلبًا ثنائي الحجرات، وعيونًا متكيفة للرؤية تحت الماء، وجلدًا محميًا بالقشور والمخاط. تتنفس الأسماك عادةً عن طريق استخلاص الأكسجين من الماء عبر الخياشيم. تستخدم الأسماك الزعانف لدفع نفسها وتحقيق الاستقرار في الماء. وُصف أكثر من 33000 نوع من الأسماك حتى عام 2017، منها حوالي 20000 نوع من الأسماك البحرية.

### الأسماك عديمة الفك
تشكل الأسماك المخاطية طبقة تضم حوالي 20 نوعًا من الأسماك البحرية الشبيهة بالثعابين والمنتجة للمخاط. وهي الحيوانات الحية الوحيدة المعروفة التي لديها جمجمة ولكن ليس لديها عمود فقري. تشكل الجلكيات فوق طائفة تحتوي على 38 نوعًا حيًا معروفًا من الأسماك عديمة الفك. تتميز الجلكيات البالغة بفم ماص يشبه القمع ومسنن. على الرغم من أنها معروفة جيدًا بثقبها في لحم الأسماك الأخرى لامتصاص دمائها، إلا أن 18 نوعًا فقط من الجلكيات طفيلية بالفعل. تشكل الجلكيات والأسماك المخاطية معًا المجموعة الشقيقة للفقاريات. لا تزال الأسماك المخاطية الحية مشابهًا للأسماك المخاطية منذ حوالي 300 مليون سنة. تعتبر الجلكيات سلالة قديمة جدًا من الفقاريات، على الرغم من أن علاقتها الدقيقة بالأسماك المخاطية والفقاريات ذات الفك لا تزال موضع خلاف. يشير التحليل الجزيئي منذ عام 1992 إلى أن الأسماك المخاطية ترتبط ارتباطًا وثيقًا بالجلكيات، وبالتالي ترتبط أيضًا بالفقاريات بمعنى أحادي النمط الخلوي. يعتبرها آخرون مجموعة شقيقة للفقاريات في التصنيف الشائع للجمجميات.

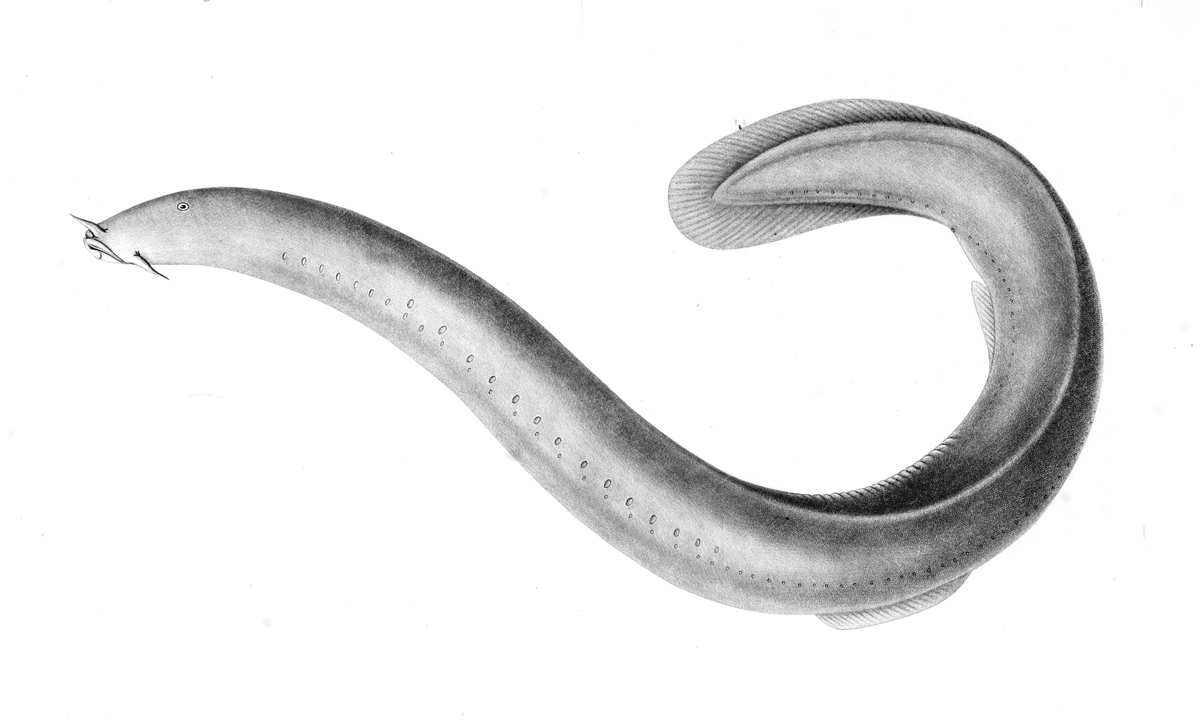
السمك المخاطي هو الحيوان الوحيد المعروف الذي له جمجمة ولكن ليس له عمود فقري.
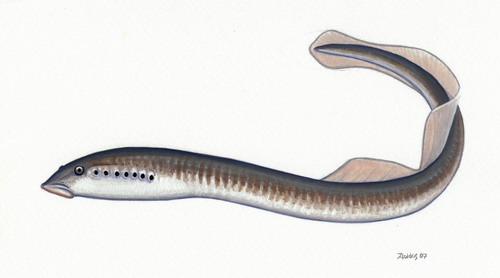
غالبًا ما تكون الجلكيات طفيلية ولها فم مص مسنن يشبه القمع.
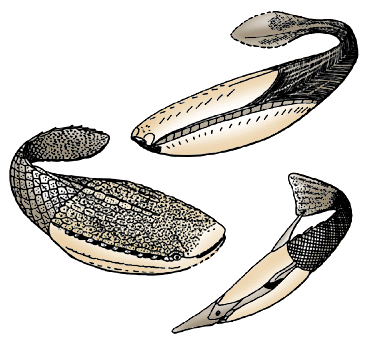
درعيات الجناح المنقرضة، أسلاف الفكيات

درعيات الجناح هي طائفة منقرضة من الأسماك البدائية عديمة الفك والتي تعتبر أسلافًا للفقاريات ذات الفك. تعتبر الخصائص القليلة التي تشترك فيها مع الأخيرة الآن بدائية لجميع الفقاريات.

### الأسماك الغضروفية
تحتوي الأسماك الغضروفية، مثل أسماك القرش والشفنين، على فكوك وهياكل عظمية مصنوعة من الغضروف بدلاً من العظام. الميجالودون هو نوع منقرض من أسماك القرش عاش منذ حوالي 28 إلى 1.5 مليون سنة. كان يشبه إلى حد كبير نسخة مكتنزة من القرش الأبيض الكبير، لكنه كان أكبر بكثير حيث وصلت أطوال حفرياته إلى 20.3 مترًا (67 قدمًا). وُجد في جميع المحيطات، وكان أحد أكبر وأقوى المفترسات في تاريخ الفقاريات، وربما كان له تأثير عميق على الحياة البحرية. يتمتع قرش جرينلاند بأطول عمر معروف بين جميع الفقاريات، حوالي 400 عام.

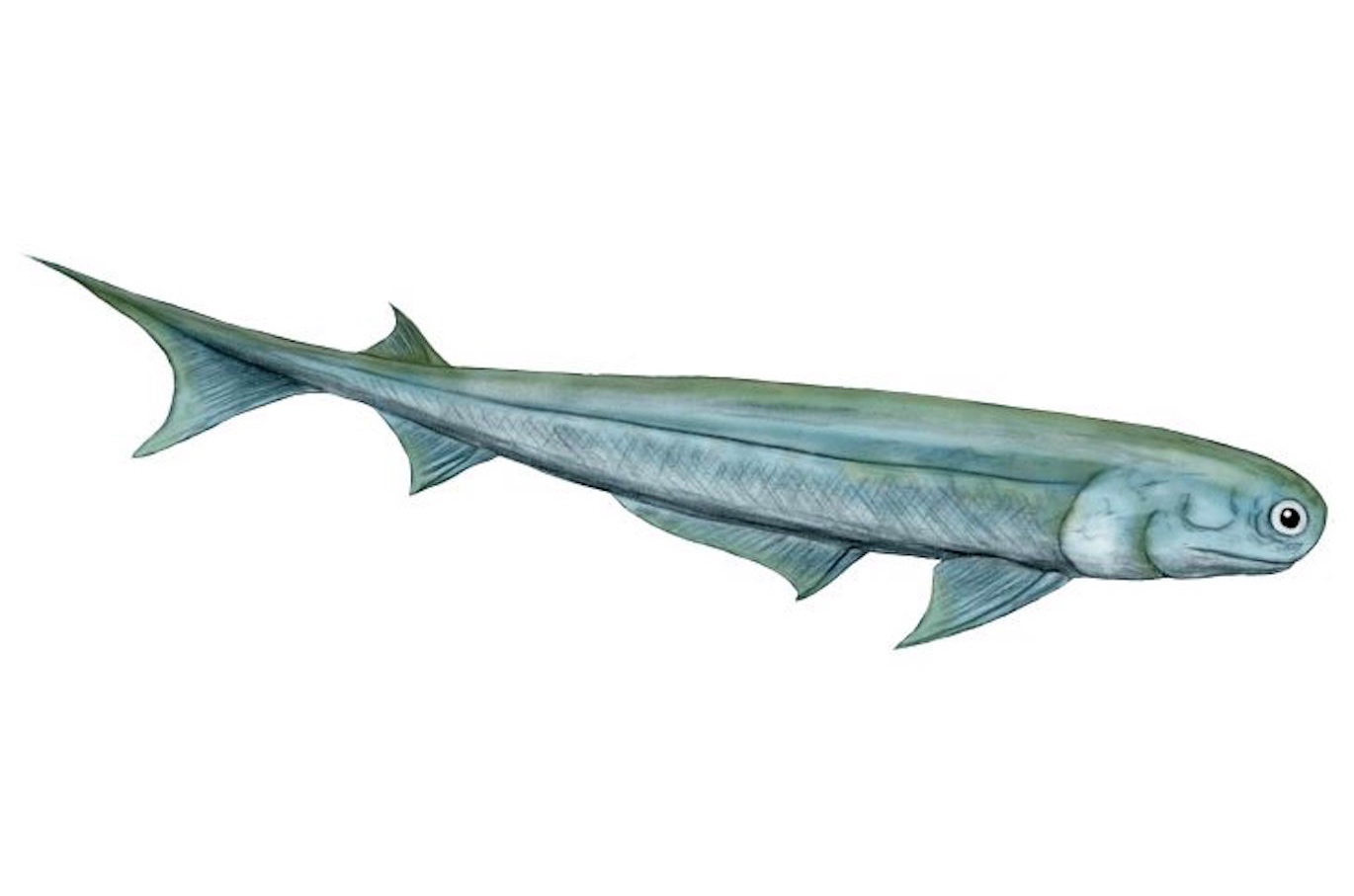
ربما تطورت الأسماك الغضروفية من القرشيات الشوكية
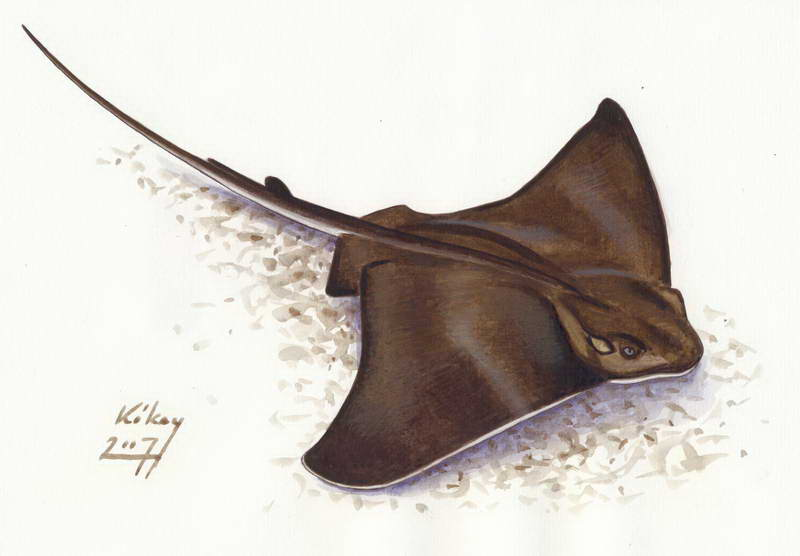
سمكة الرقيطة
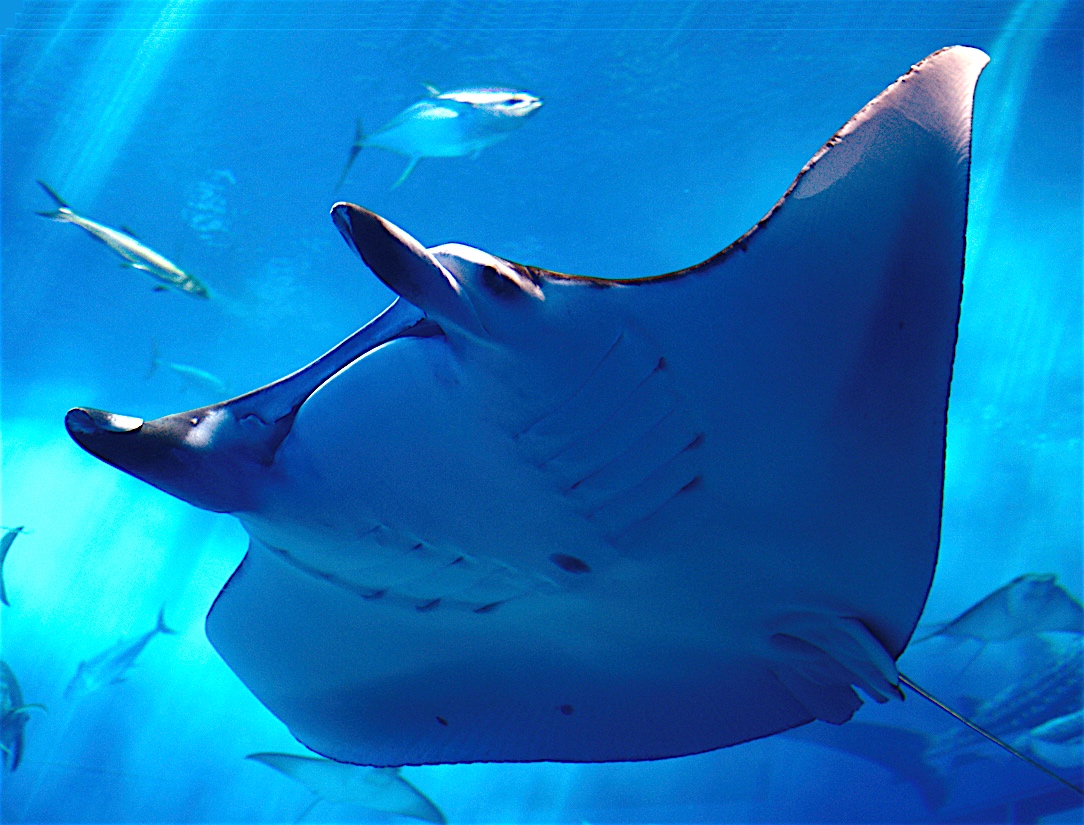
لقد أصبحت أسماك شيطان البحر، أكبر أسماك المانتا في العالم، هدفًا لمصائد الأسماك وأصبحت الآن معرضة للخطر.
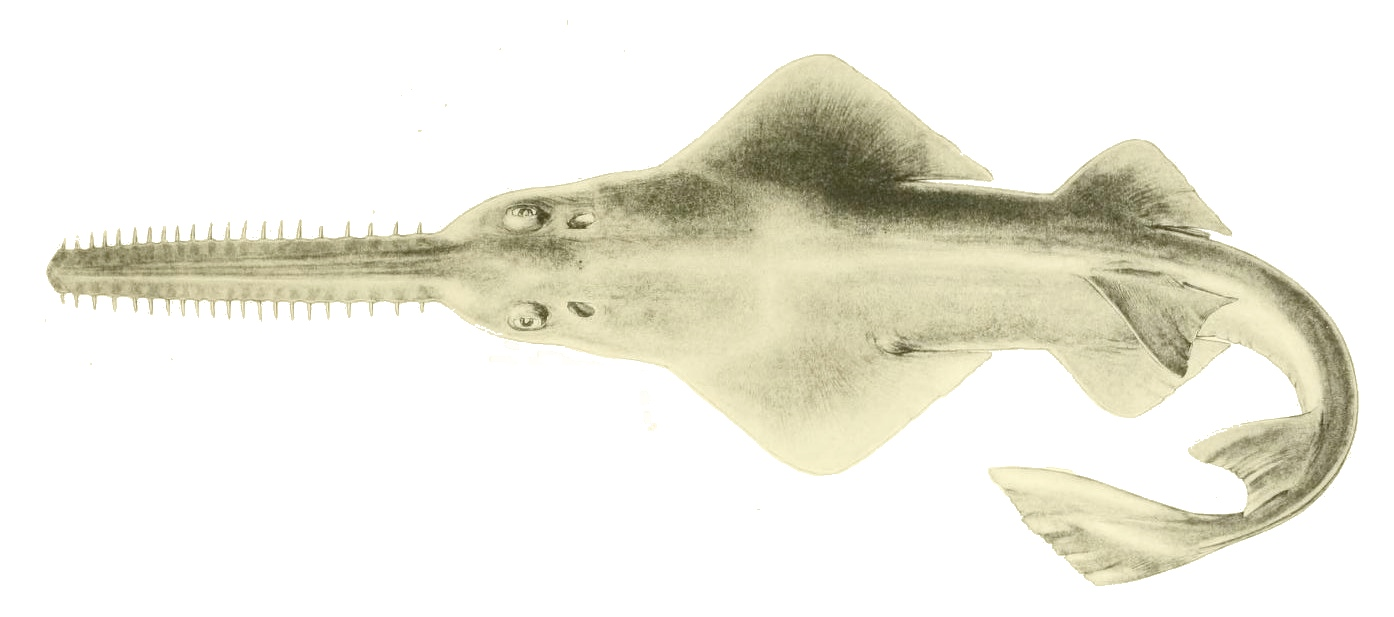
أسماك المنشار هي أسماك شعاعية ذات مناقير طويلة تشبه المنشار. جميعها الآن مهددة بالانقراض أو معرضة لخطر شديد.

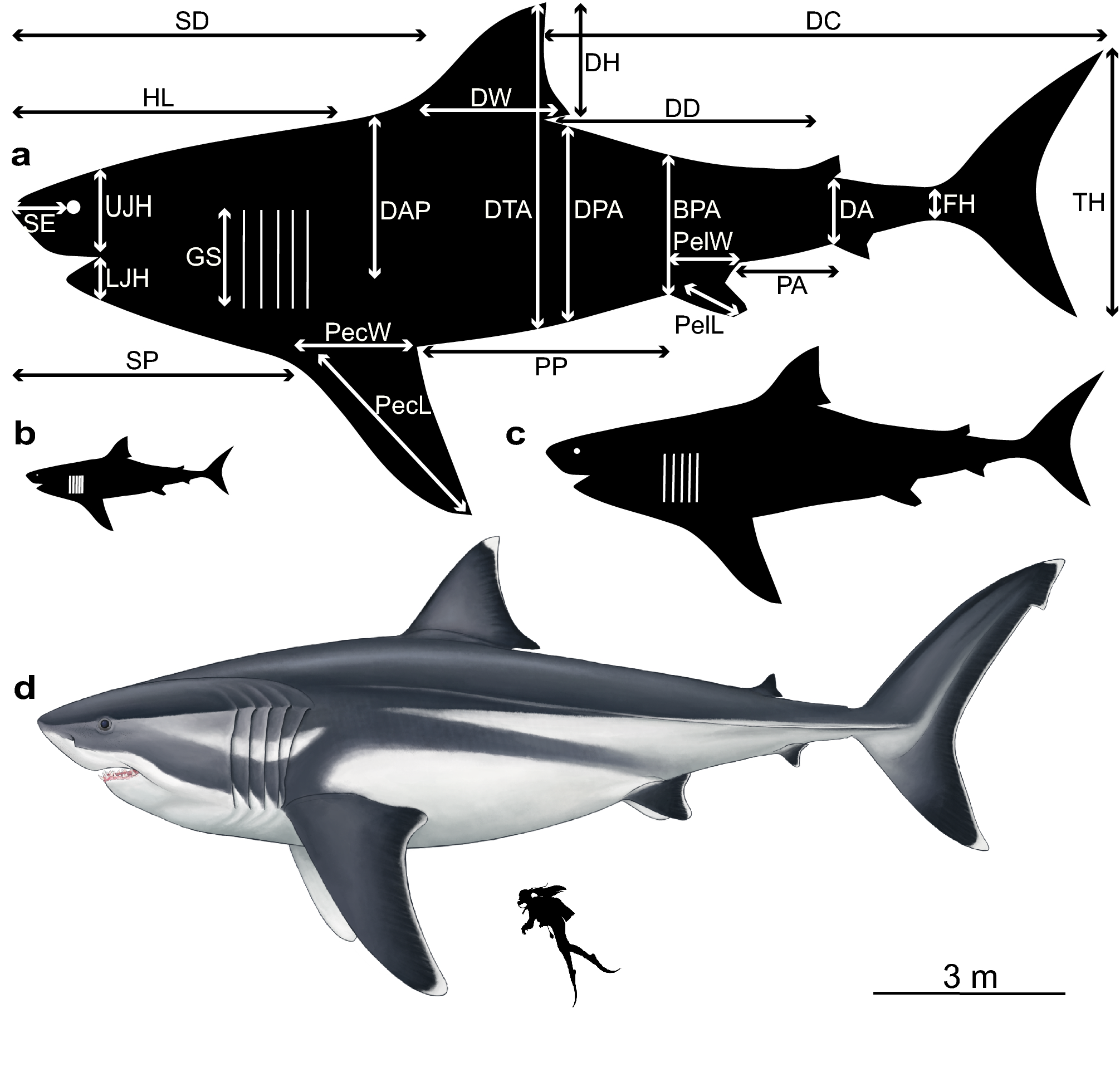
يشبه الميجالودون المنقرض سمكة قرش بيضاء كبيرة عملاقة.
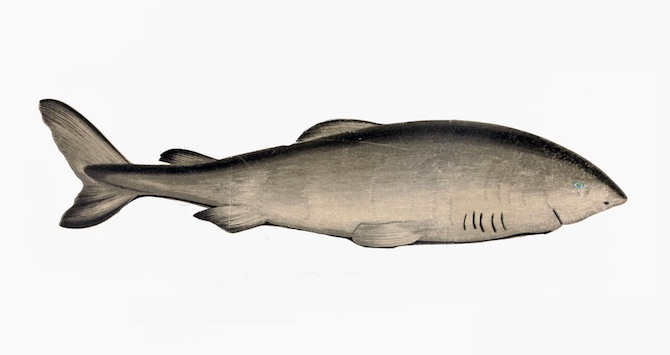
يعيش قرش جرينلاند لفترة أطول من أي حيوان فقاري آخر.
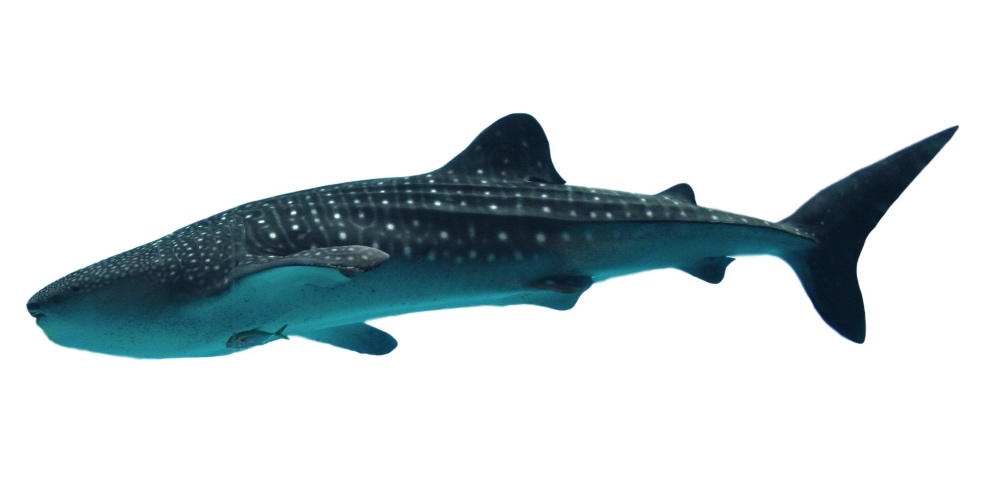
أكبر الأسماك الموجودة، سمكة قرش الحوت، أصبحت الآن من الأنواع المعرضة للخطر.

### الأسماك العظمية
تتميز الأسماك العظمية بفكوكها وهياكلها العظمية المصنوعة من العظام، وتشكل نحو 90% من أنواع الأسماك المعروفة. كما أنها تمتلك غطاء خيشومي عظمي صلب لتسهيل التنفس وحماية الخياشيم، بالإضافة إلى مثانة سباحة لتحسين التحكم في الطفو.

يمكن تقسيم الأسماك العظمية أيضًا إلى تلك التي لها زعانف لحمية وتلك التي لها زعانف شعاعية. تأخذ الزعانف الفصية شكل فصوص لحمية مدعومة بسيقان عظمية تمتد من الجسم. تطورت الزعانف اللحمية إلى أرجل أول الفقاريات الأرضية رباعية الأطراف، وبالتالي فإن سلفًا مبكرًا للبشر كان سمكة ذات زعانف لحمية. باستثناء أسماك شوكيات الجوف والرئوية، فإن الأسماك ذات الزعانف اللحمية منقرضة الآن. أما بقية الأسماك الحديثة فلها زعانف شعاعية. تتكون هذه الزعانف من شبكات من الجلد مدعومة بأشواك عظمية أو قرنية (أشعة) يمكن إقامتها للتحكم في صلابة الزعنفة.

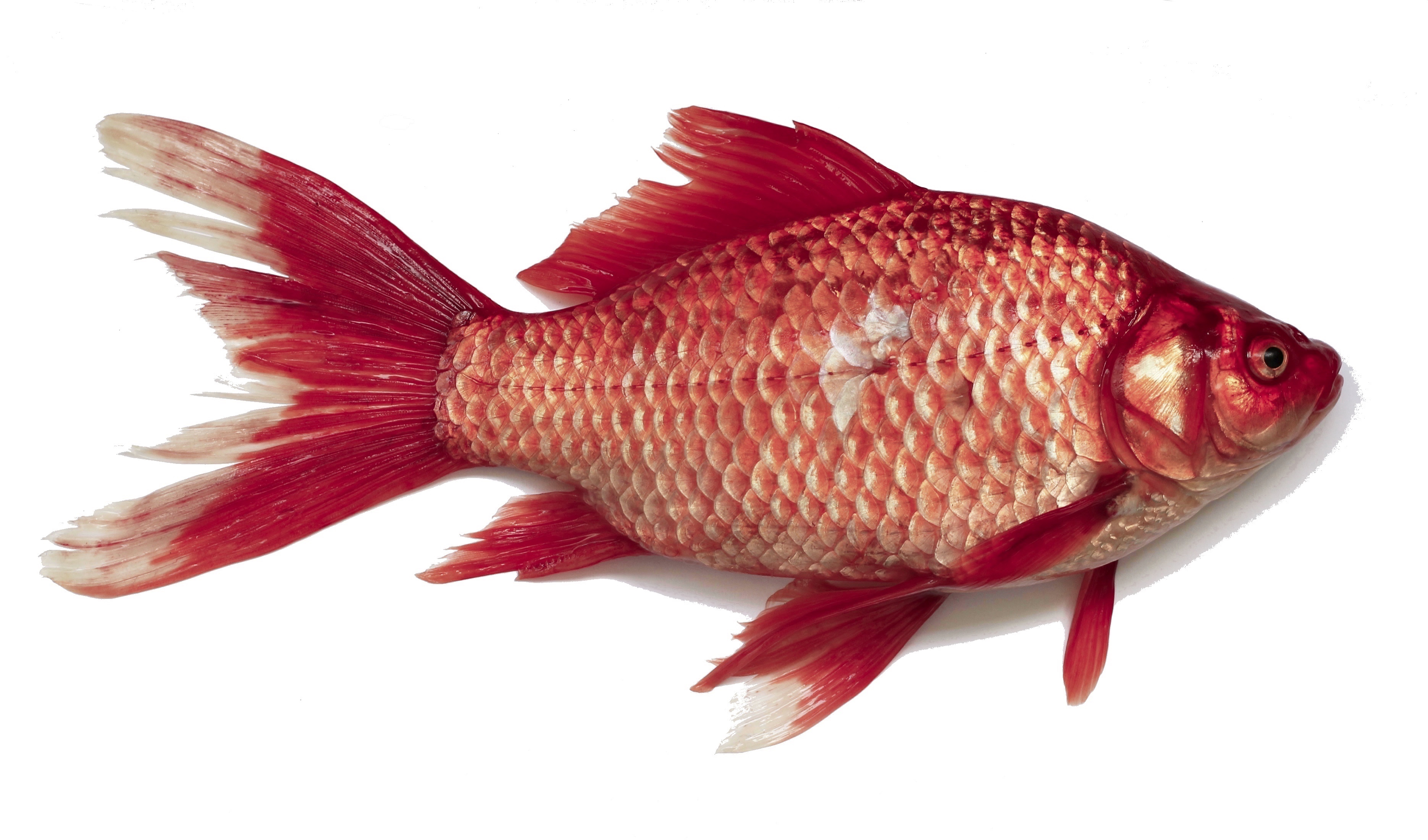
شعاعيات الزعانف (دوع صيني)
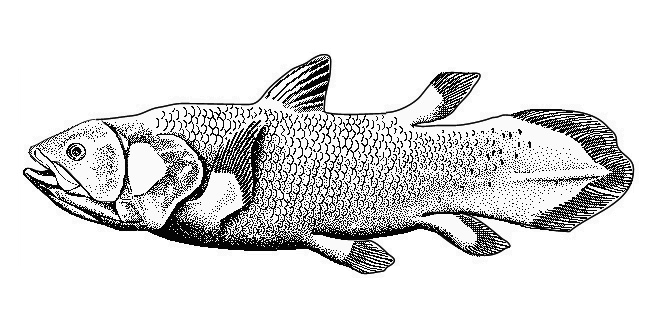
لحميات الزعانف (شوكيات الجوف)
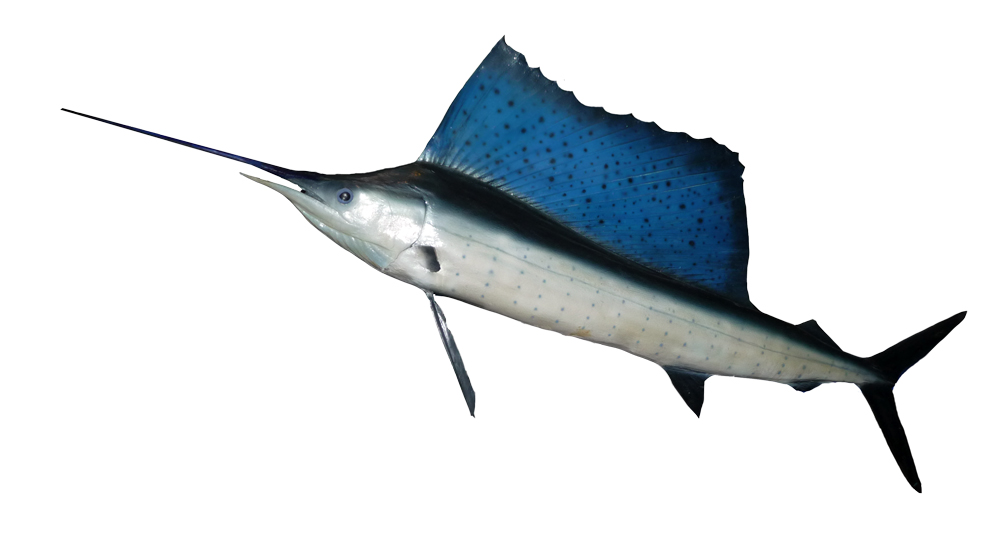
مرلين شراعي
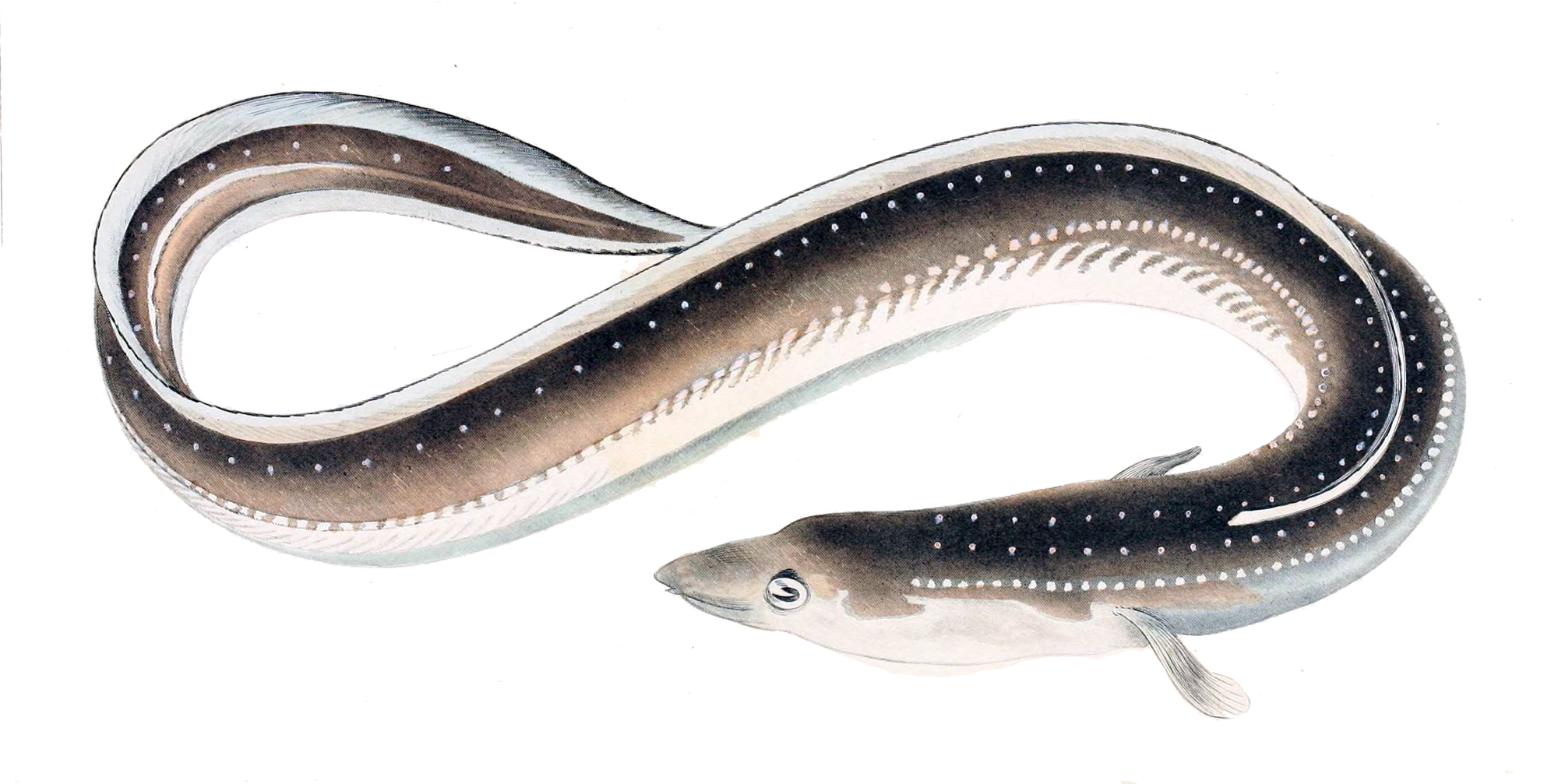
أنقليس
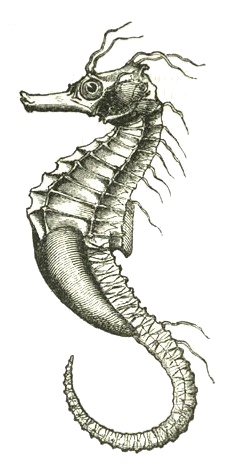
فرس البحر

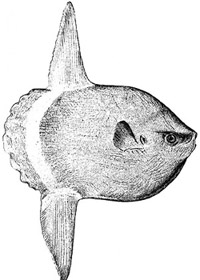
سمكة شمس المحيط
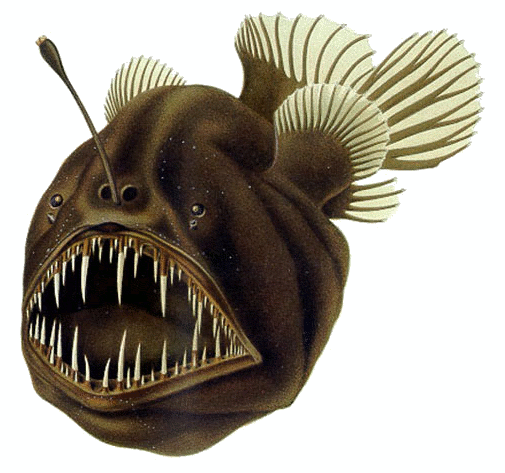
أبو الشص
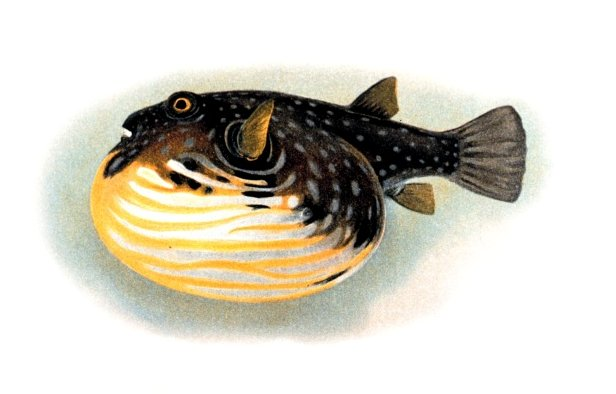
ينفوخية
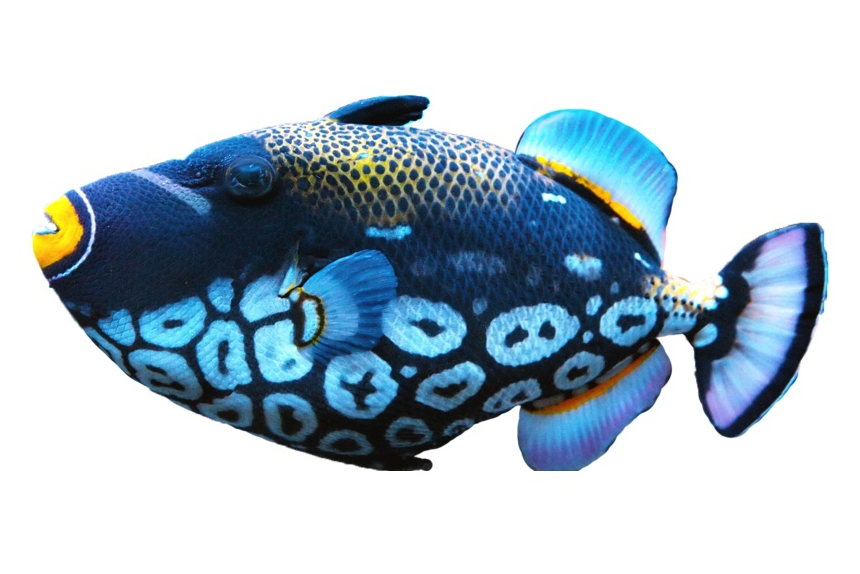
سمكة الزناد المهرجة
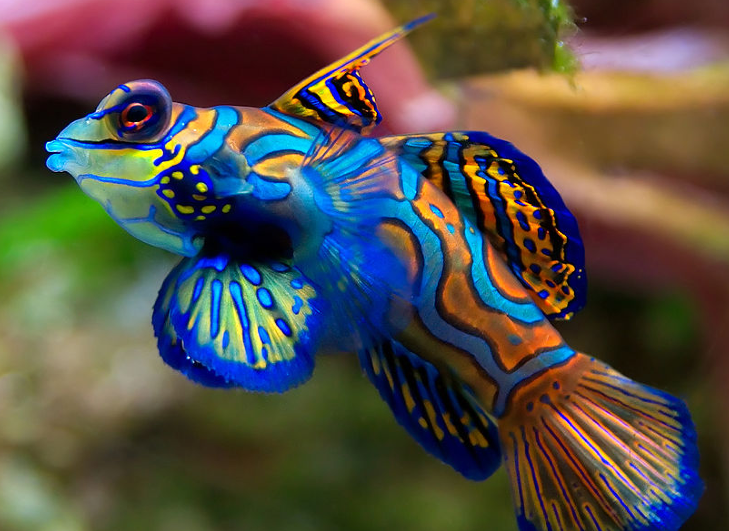
سمك ماندارين

## رباعيات الأرجل البحرية
ذوات الأربع (باليونانية تعني أربع أقدام) هي فقاريات ذات أطراف (أقدام). تطورت ذوات الأربع من أسماك لحميات الزعانف القديمة منذ حوالي 400 مليون سنة خلال العصر الديفوني عندما ظهر أسلافها الأوائل من البحر وتكيفوا للعيش على اليابسة. يُعد هذا التغيير من تصميم الجسم للتنفس والتنقل في مياه متعادلة الجاذبية إلى مخطط جسم بآليات تمكن الحيوان من التنفس في الهواء دون الإصابة بالجفاف والتحرك على اليابسة أحد أعمق التغييرات التطورية المعروفة. يمكن تقسيم ذوات الأربع إلى أربع طوائف: البرمائيات والزواحف والطيور والثدييات.

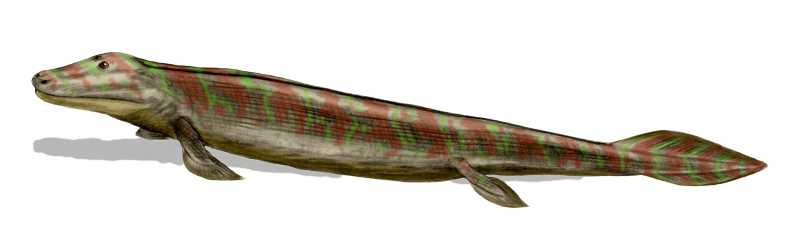
بعض الأسماك لحميات الزعانف، مثل سمكة تيكتاليك المنقرضة، طورت زعانف تشبه الأطراف لتتمكن من نقلها إلى اليابسة.

ذوات الأربع البحرية هي رباعيات عادت من اليابسة إلى البحر مرة أخرى. ربما حدثت أولى العودات إلى المحيط في وقت مبكر من العصر الفحمي بينما حدثت عودات أخرى في وقت حديث نسبيًا مثل حقبة الحياة الحديثة، كما هو الحال في الحيتانيات وزعنفيات الأقدام والعديد من البرمائيات الحديثة.

### البرمائيات
تعيش البرمائيات (باليونانية تعني نوعي الحياة) جزءًا من حياتها في الماء وجزءًا على اليابسة. وهي تحتاج في الغالب إلى المياه العذبة للتكاثر. يسكن القليل منها المياه قليلة الملوحة، ولكن لا توجد برمائيات بحرية حقيقية. ومع ذلك، وردت تقارير عن غزو البرمائيات للمياه البحرية، مثل غزو البحر الأسود من قبل الهجين الطبيعي ضفدع صالح الأكل الذي اُبلغ عنه في عام 2010.

### الزواحف
الزواحف (لاتينية بمعنى الزاحفة أو الدَّبَّابة) ليس لها مرحلة يرَقيّة مائية، وبهذه الطريقة تختلف عن البرمائيات. معظم الزواحف بيوضة، على الرغم من أن العديد من أنواع الحرشفيات ولودية، كما كانت بعض السلالات المائية المنقرضة - يتطور الجنين داخل الأم، محتوى في مشيمة بدلاً من قشرة البيضة. بصفتها سلويات، تحاط بيوض الزواحف بأغشية للحماية والنقل، مما يكيفها للتكاثر على اليابسة الجافة. العديد من الأنواع الولودة تُغذي أجنّتها من خلال أشكال مختلفة من المشيمة مماثلة لتلك الموجودة في الثدييات، مع توفير بعضها رعاية أولية لصغارها الفقسة.
بعض الزواحف أقرب صلة بالطيور من الزواحف الأخرى، ويفضل العديد من العلماء جعل الزواحف مجموعة أحادية العرق تشمل الطيور. تشمل الزواحف غير الطائرة الموجودة التي تسكن البحر أو ترتاده السلاحف البحرية، والثعابين البحرية، وسلاحف المياه العذبة، والإغوانا البحرية، وتمساح المياه المالحة. حاليًا، من بين ما يقرب من 12000 نوع ونويع من الزواحف الموجودة، حوالي 100 فقط تصنف على أنها زواحف بحرية.

باستثناء بعض الثعابين البحرية، فإن معظم الزواحف البحرية الموجودة بيوضية وتحتاج إلى العودة إلى اليابسة لوضع بيضها. باستثناء السلاحف البحرية، تقضي الأنواع عادة معظم حياتها على اليابسة أو بالقرب منها بدلاً من المحيط. تفضل الثعابين البحرية عمومًا المياه الضحلة القريبة من اليابسة، وحول الجزر، وخاصة المياه المحمية إلى حد ما، وكذلك بالقرب من مصبات الأنهار. على عكس ثعابين اليابسة، طورت الثعابين البحرية ذيولًا مسطحة تساعدها على السباحة.

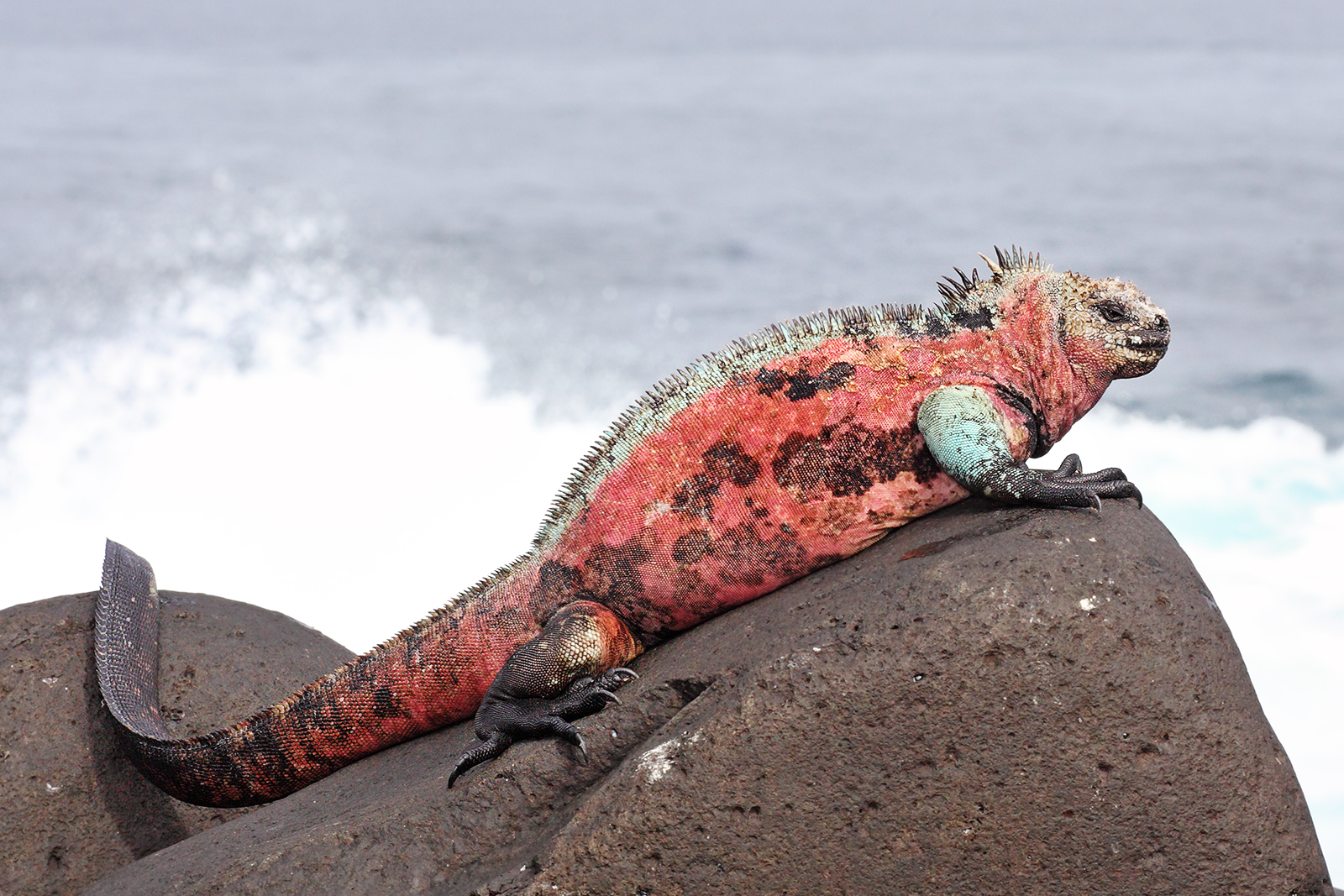
الإغوانا البحرية
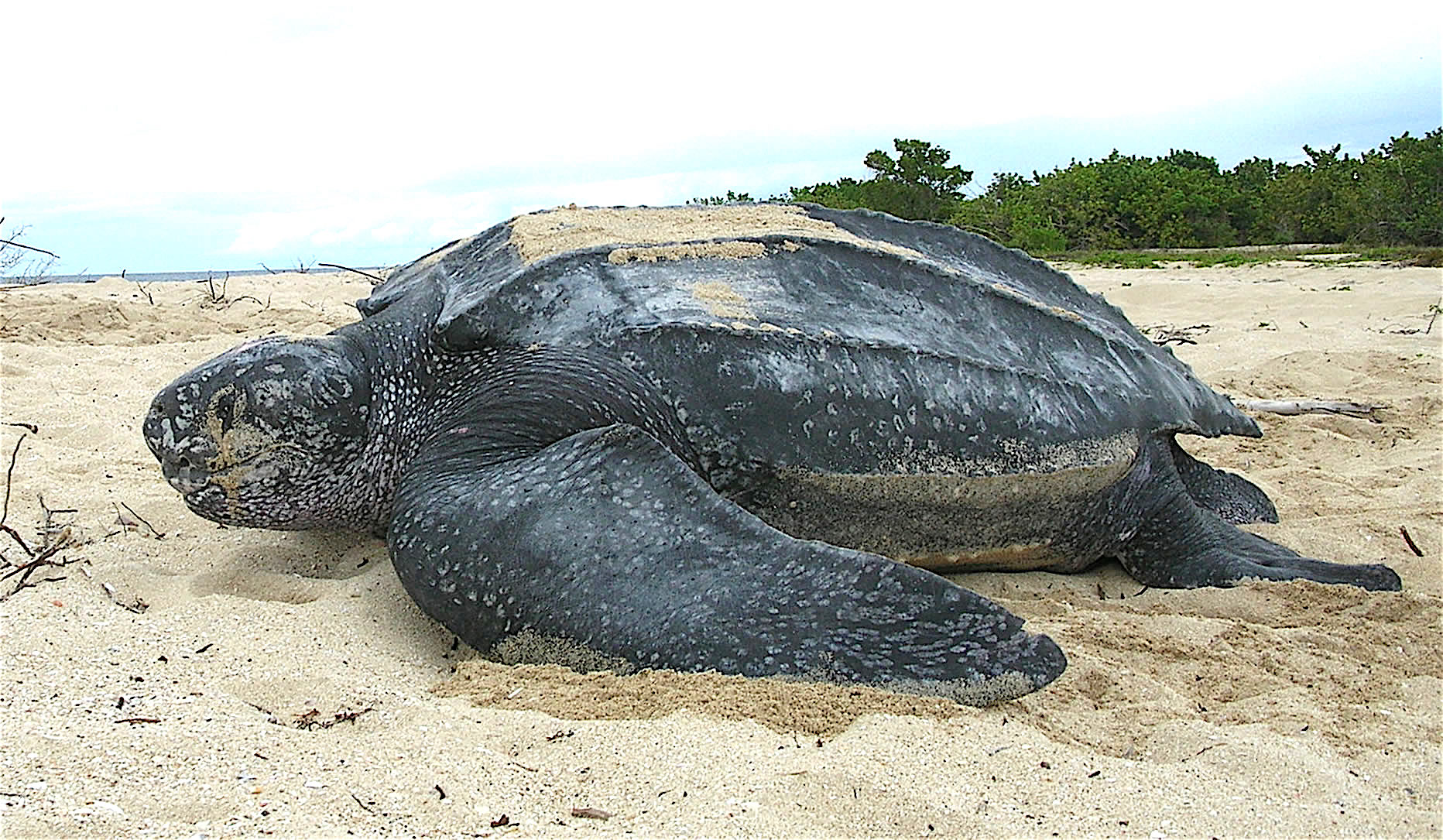
لجأة جلدية الظهر
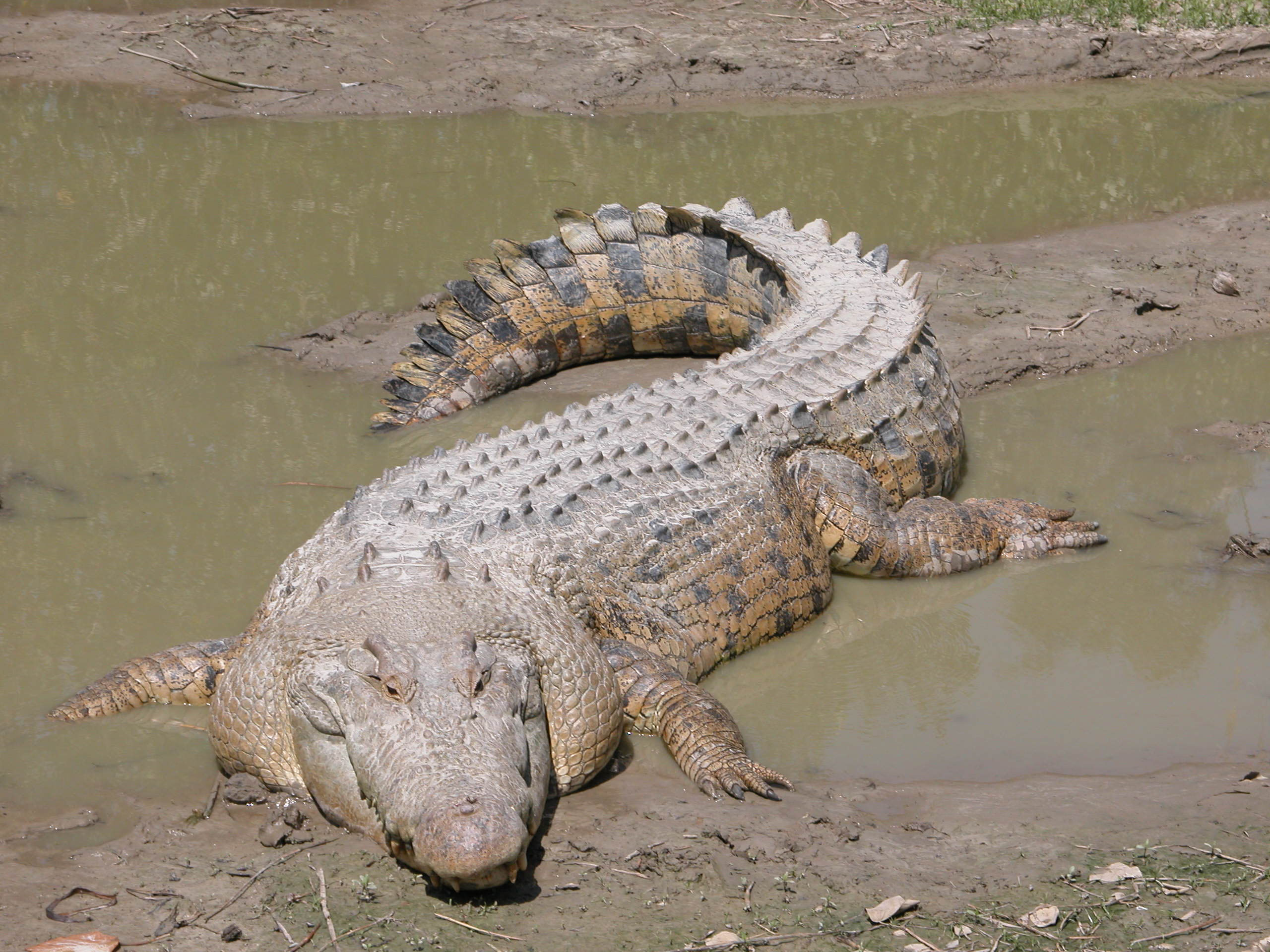
تمساح المياه المالحة
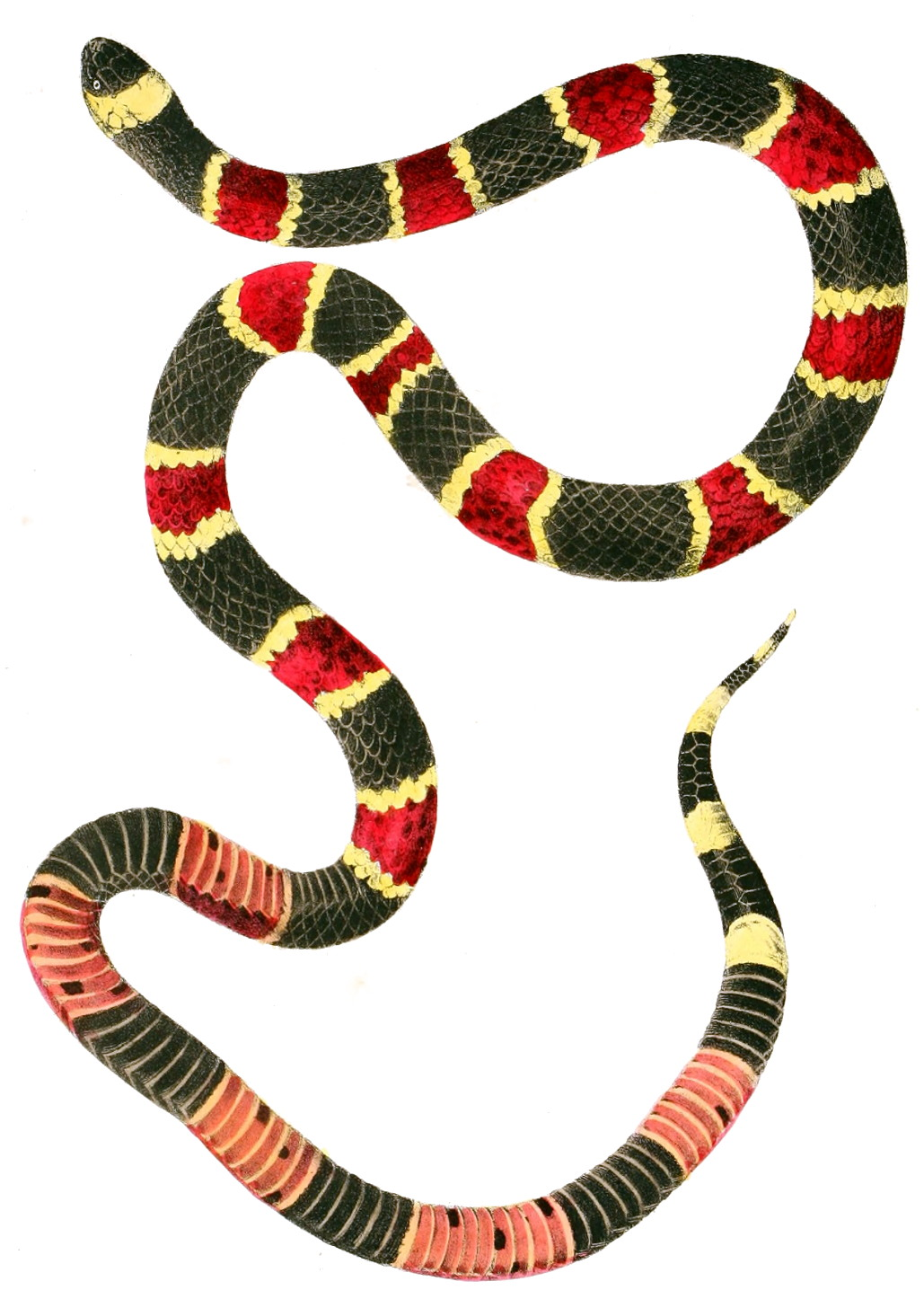
الثعابين البحرية لها ذيول مسطحة
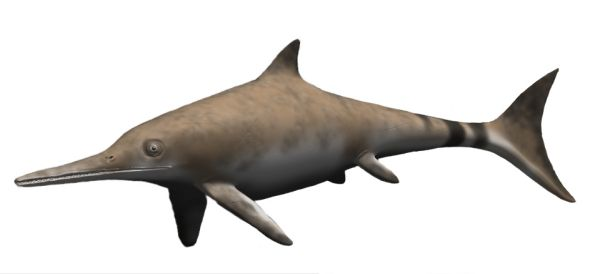
تطورت زعانف الإكصور القديمة بشكل مستقل لتشبه زعانف الدلافين

طورت بعض الزواحف البحرية المنقرضة، مثل الإكتيوصورات، لتكون ولودة ولم تكن بحاجة إلى العودة إلى اليابسة. كانت الإكتيوصورات تشبه الدلافين. ظهرت لأول مرة منذ حوالي 245 مليون سنة واختفت منذ حوالي 90 مليون سنة. لم يكن للسلف الأرضي للإكتيوصور أي سمات موجودة بالفعل على ظهره أو ذيله قد تكون ساعدت في العملية التطورية. ومع ذلك، طور الإكتيوصور زعنفة ظهرية وذيلية حسنت قدرته على السباحة. قال عالم الأحياء ستيفن جاي غولد إن الإكتيوصور كان مثاله المفضل للتطور التقاربي. ظهرت أول الزواحف البحرية في العصر البرمي. خلال حقبة الحياة الوسطى، تكيفت العديد من مجموعات الزواحف مع الحياة في البحار، بما في ذلك الإكتيوصورات، والبليزوصورات، والموزاصورات، والنوتوصورات، ولوحيات الأسنان، والسلاحف البحرية، والعظائيات المحيطية، والثالاتوسوكيات. كانت الزواحف البحرية أقل عددًا بعد الانقراض الجماعي في نهاية العصر الطباشيري.

### الطيور
الطيور البحرية مُكيَّفة للحياة في البيئة البحرية. غالبًا ما تُسمى بالطيور المائية. في حين أن الطيور البحرية تختلف اختلافًا كبيرًا في نمط حياتها وسلوكها وفسيولوجيتها، فإنها غالبًا ما تُظهر تطورًا تقاربيًا لافتًا للنظر، حيث أدت نفس المشكلات البيئية والمواضع الغذائية إلى تكيفات مماثلة. تشمل الأمثلة القطرس، والبطريق، والأخرق، والأوك.

بشكل عام، تعيش الطيور البحرية لفترة أطول، وتتكاثر في وقت لاحق، ولديها عدد أقل من الصغار مقارنة بالطيور البرية، لكنها تستثمر قدرًا كبيرًا من الوقت في صغارها. تعشش معظم الأنواع في مستعمرات، يمكن أن يتراوح حجمها من بضع عشرات من الطيور إلى الملايين. تشتهر العديد من الأنواع بالقيام بهجرات سنوية طويلة، تعبر خط الاستواء أو تدور حول الأرض في بعض الحالات. تتغذى على سطح المحيط وتحته، وحتى أنها تتغذى على بعضها البعض. يمكن أن تكون الطيور البحرية بحرية خالصة، أو ساحلية، أو في بعض الحالات تقضي جزءًا من العام بعيدًا عن البحر تمامًا. بعض الطيور البحرية تنقض من ارتفاعات شاهقة، وتغوص في الماء تاركة آثارًا شبيهة بالبخار، مماثلة لتلك التي تخلفها الطائرات المقاتلة. ينقض الأخرق في الماء بسرعة تصل إلى 100 كيلومتر في الساعة (60 ميلاً في الساعة). لديهم أكياس هوائية تحت جلدهم في وجوههم وصدورهم تعمل مثل فقاعة هوائية، مما يخفف من قوة الاصطدام بالماء.

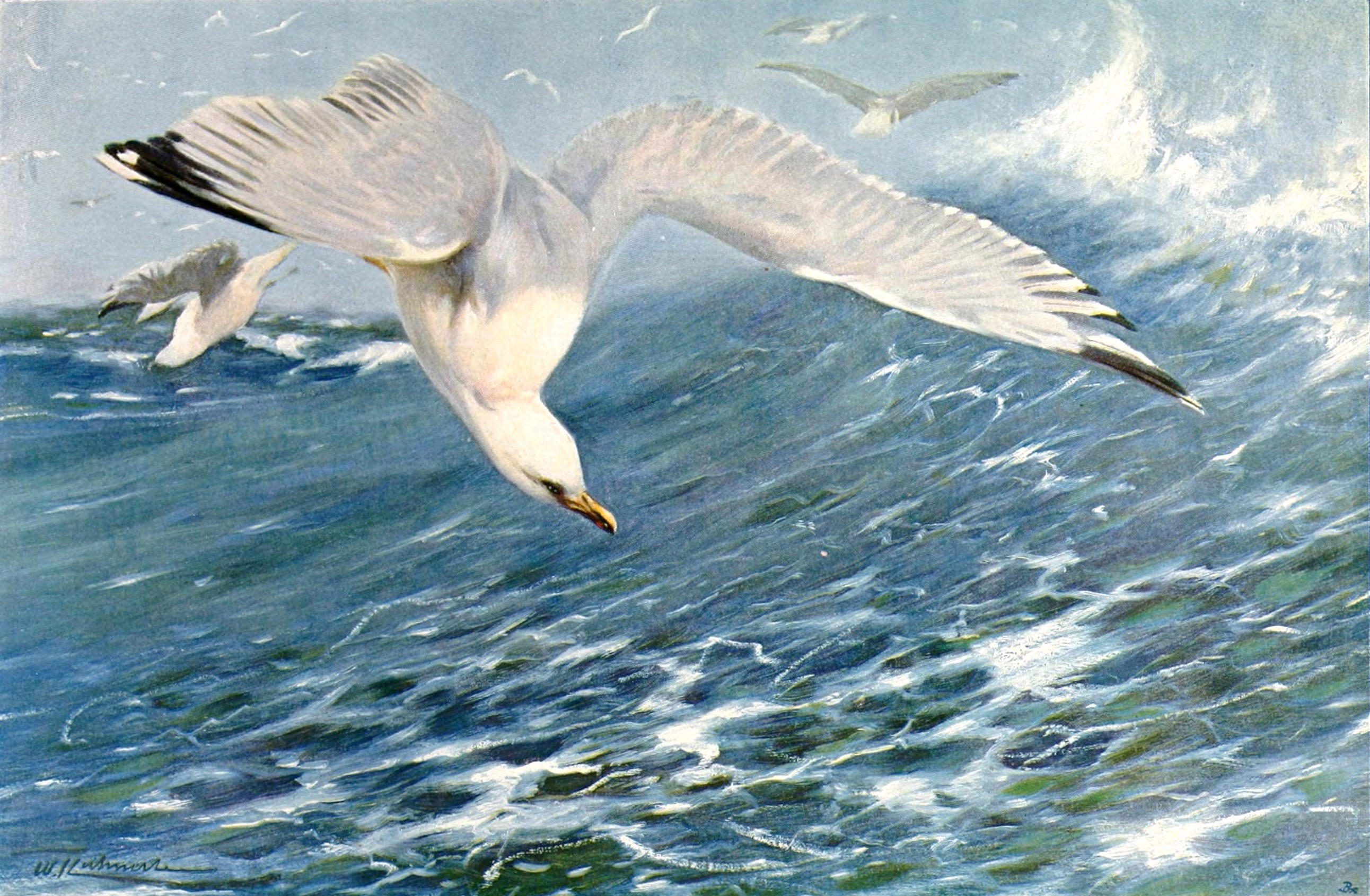
طائر النورس الفضي يهاجم أسراب الرنكة من الأعلى
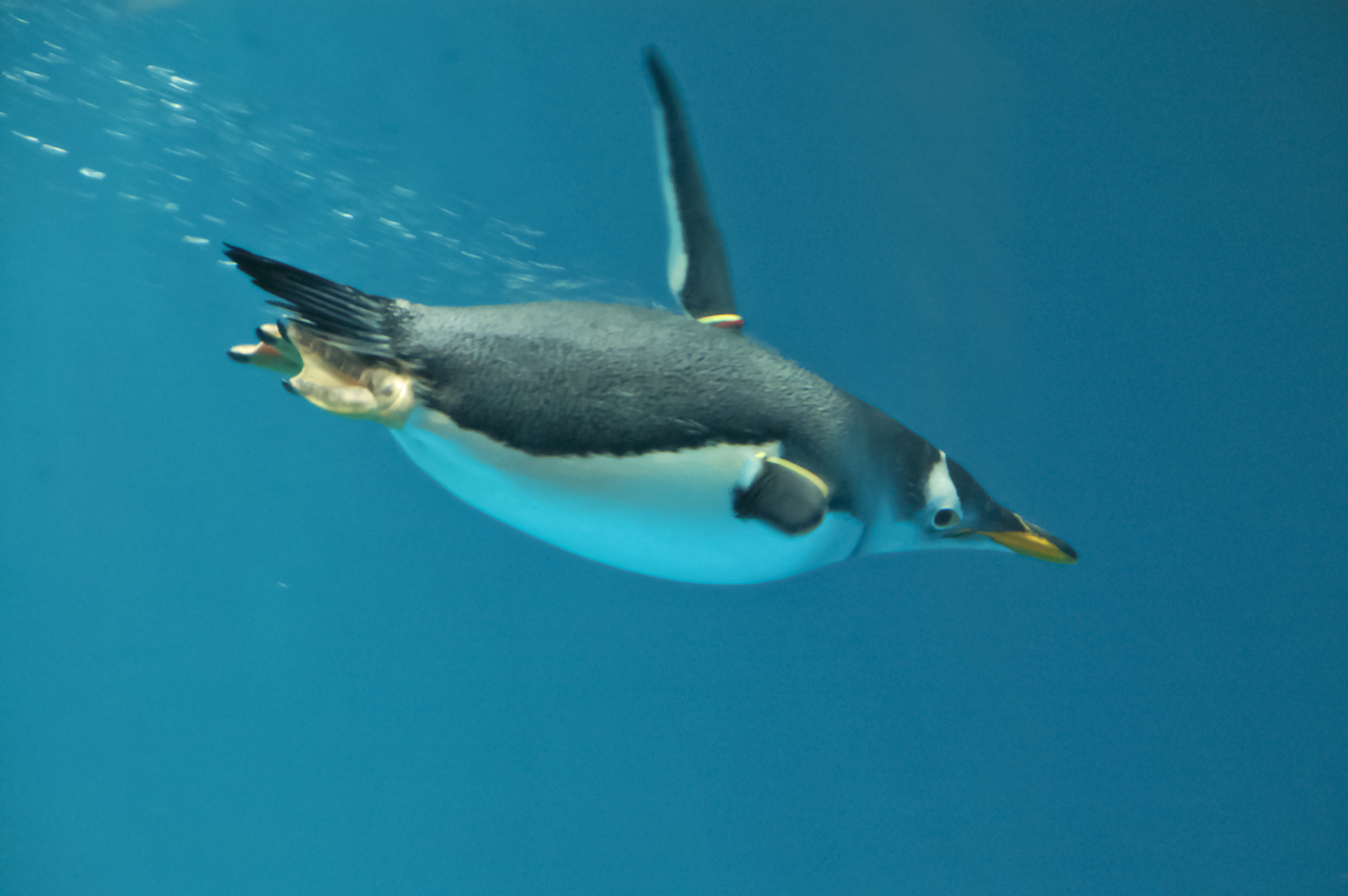
بطريق جنتو يسبح تحت الماء
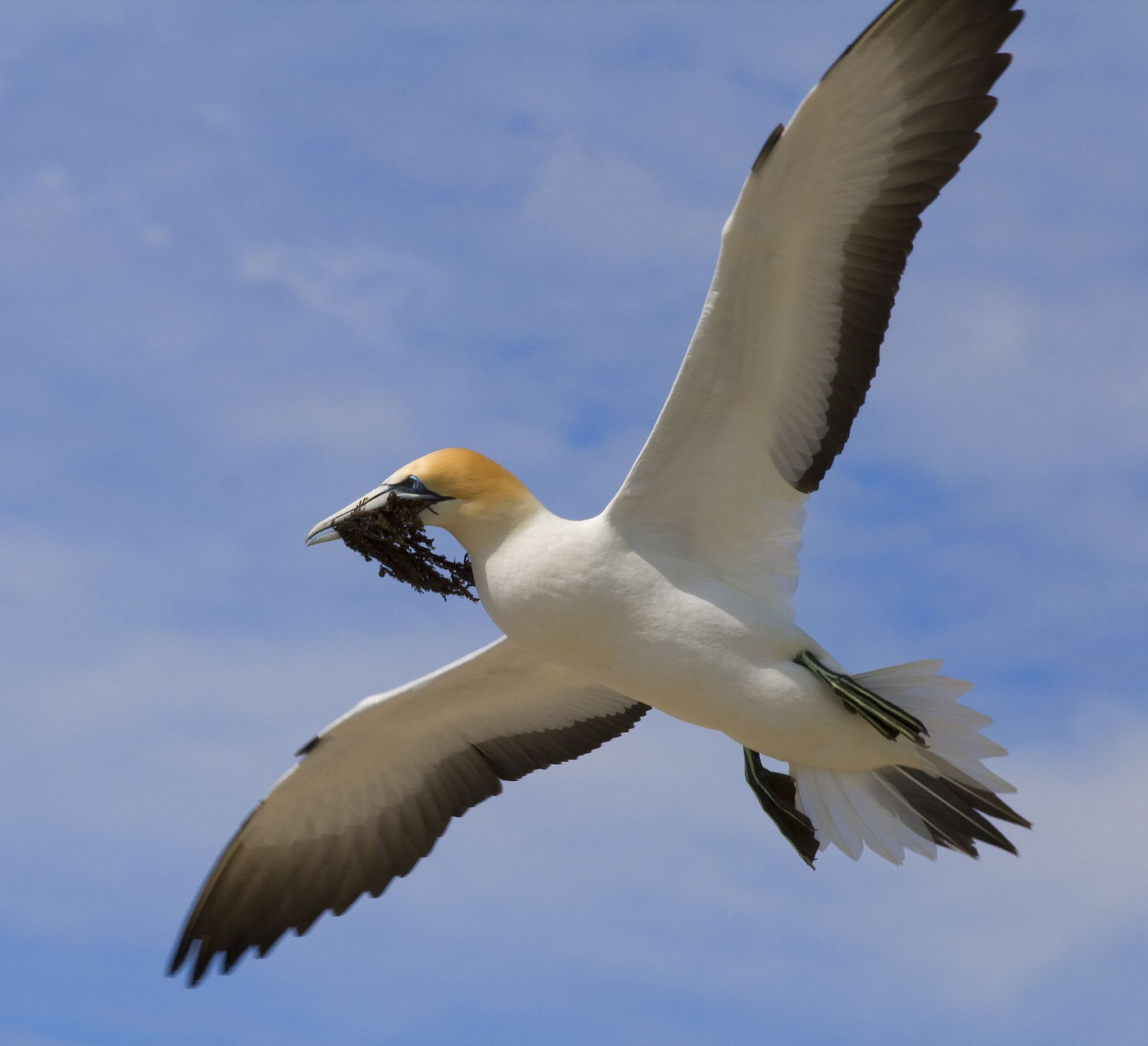
طيور الأخرق تغوص بسرعة عالية
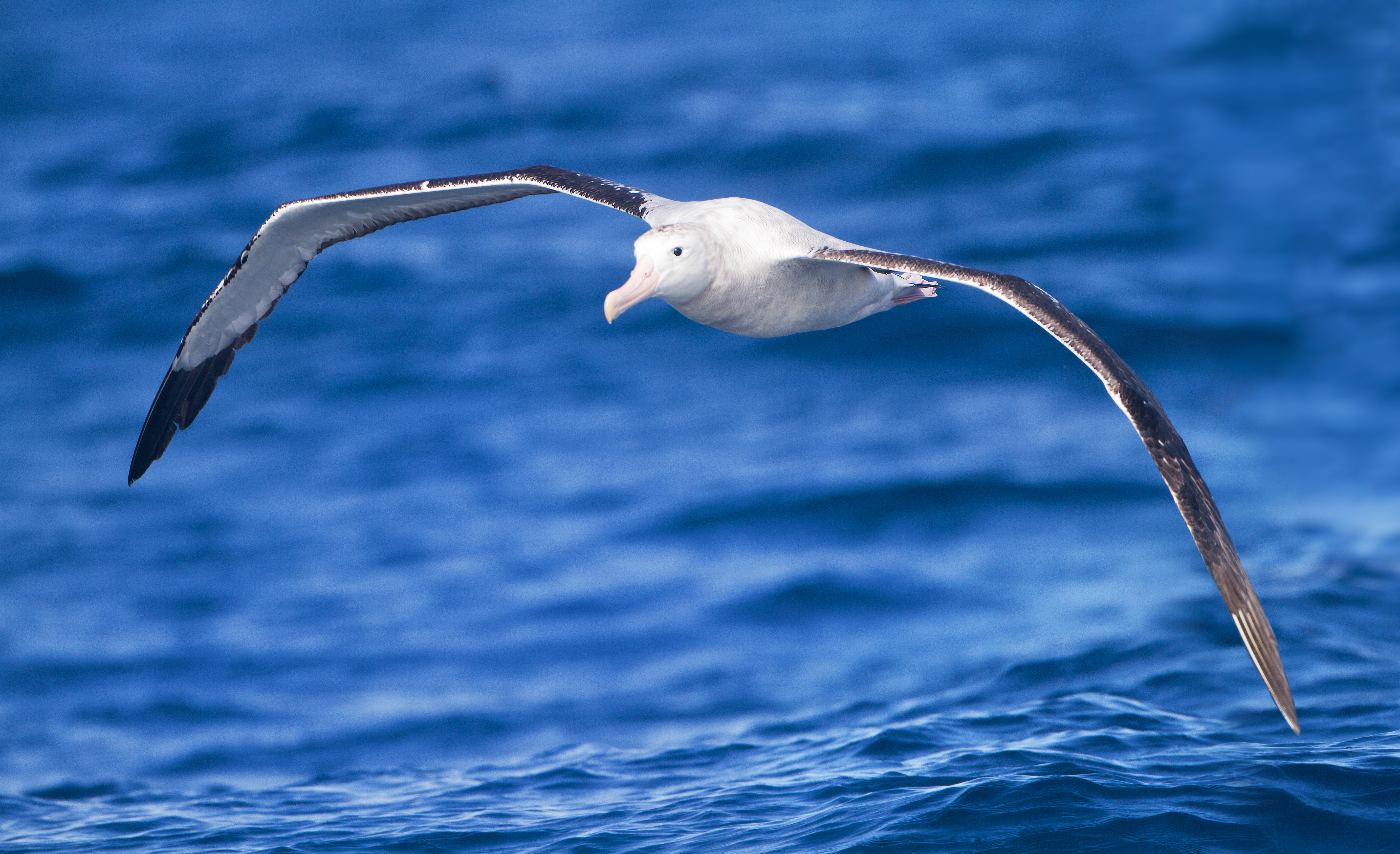
تحلق طيور القطرس فوق مساحات شاسعة من المحيط وتدور حول الكرة الأرضية بانتظام.

تطورت أول الطيور البحرية في العصر الطباشيري، وظهرت عائلات الطيور البحرية الحديثة في العصر الباليوجيني.

### الثدييات

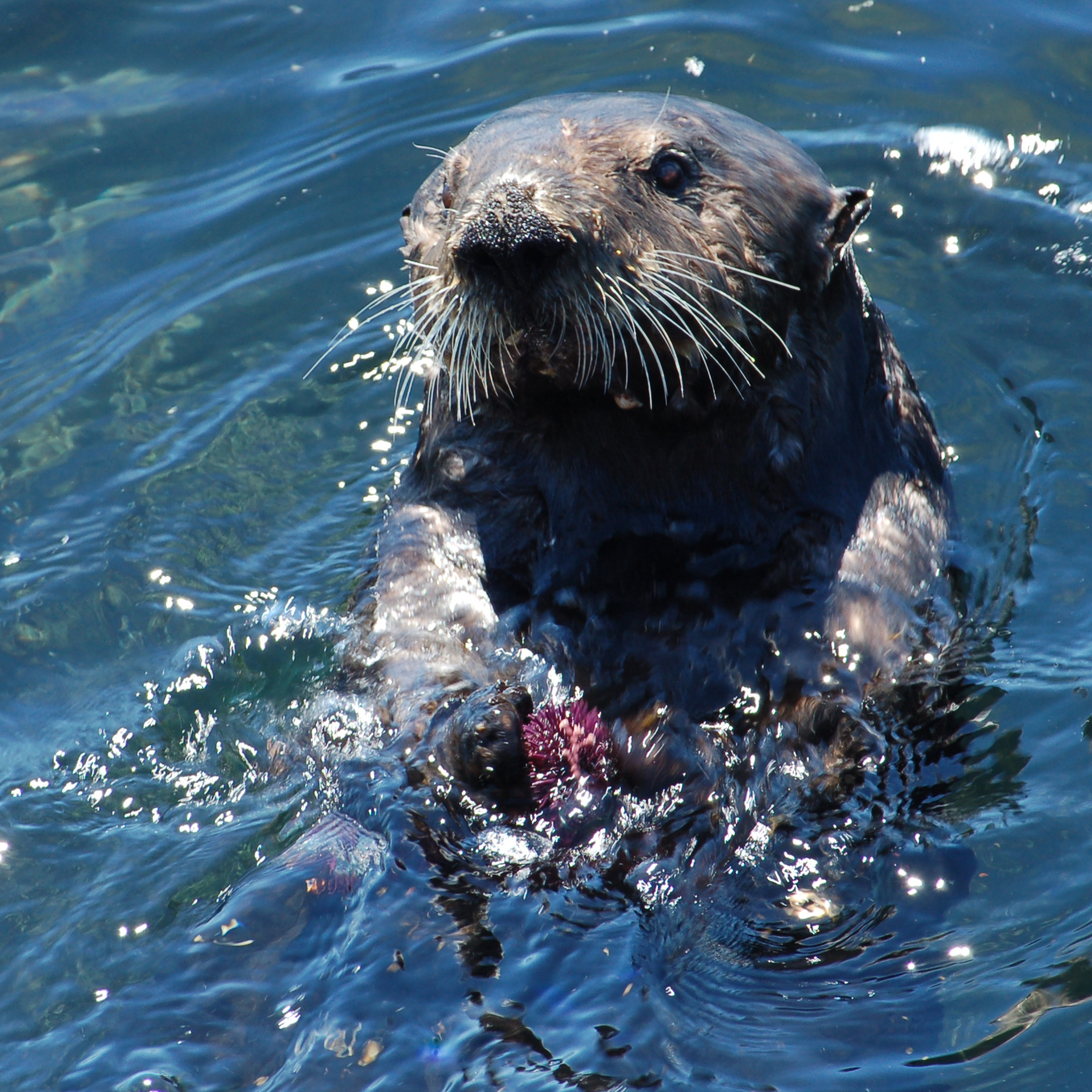
القضاعة البحرية، أحد الأنواع الرئيسية الكلاسيكية التي تتحكم في أعداد قنافذ البحر.

تتميز الثدييات (من الكلمة اللاتينية التي تعني الثدي) بوجود غدد ثديية تنتج الحليب في الإناث لإطعام (إرضاع) صغارها. يوجد حوالي 130 نوعًا حيًا ومنقرضًا حديثًا من الثدييات البحرية مثل الفقمات، والدلافين، والحيتان، وخراف البحر، وثعالب البحر، والدببة القطبية. وهي لا تمثل تصنيفًا متميزًا أو تجميعًا منهجيًا، ولكنها موحدة بدلاً من ذلك بسبب اعتمادها على البيئة البحرية للتغذية. تعتبر كل من الحيتانيات وخراف البحر مائية بالكامل وبالتالي فهي كائنات مائية إلزامية. أما الفقمات وأسود البحر فهي شبه مائية؛ تقضي معظم وقتها في الماء، لكنها تحتاج إلى العودة إلى اليابسة للقيام بأنشطة مهمة مثل التزاوج والتكاثر والانسلاخ. في المقابل، يعتبر كل من ثعالب الماء والدب القطبي أقل تكيفًا بكثير مع الحياة المائية. يختلف نظامهم الغذائي اختلافًا كبيرًا أيضًا: فقد يأكل البعض العوالق الحيوانية؛ وقد يأكل البعض الآخر الأسماك والحبار والمحار والأعشاب البحرية؛ وقد يأكل القليل منها ثدييات أخرى.

في عملية من التطور التقاربي، أعادت الثدييات البحرية مثل الدلافين والحيتان تطوير شكل أجسامها ليوازي الشكل المغزلي الانسيابي للأسماك البحرية. تحولت الأرجل الأمامية إلى زعانف واختفت الأرجل الخلفية، وظهر زعنفة ظهرية وتغير الذيل إلى فص أفقي قوي. يعتبر هذا الشكل الجسدي تكيفًا لكونها مفترسًا نشطًا في بيئة ذات مقاومة عالية. حدث تقارب موازٍ مع الإكتيوصور المنقرض الآن.

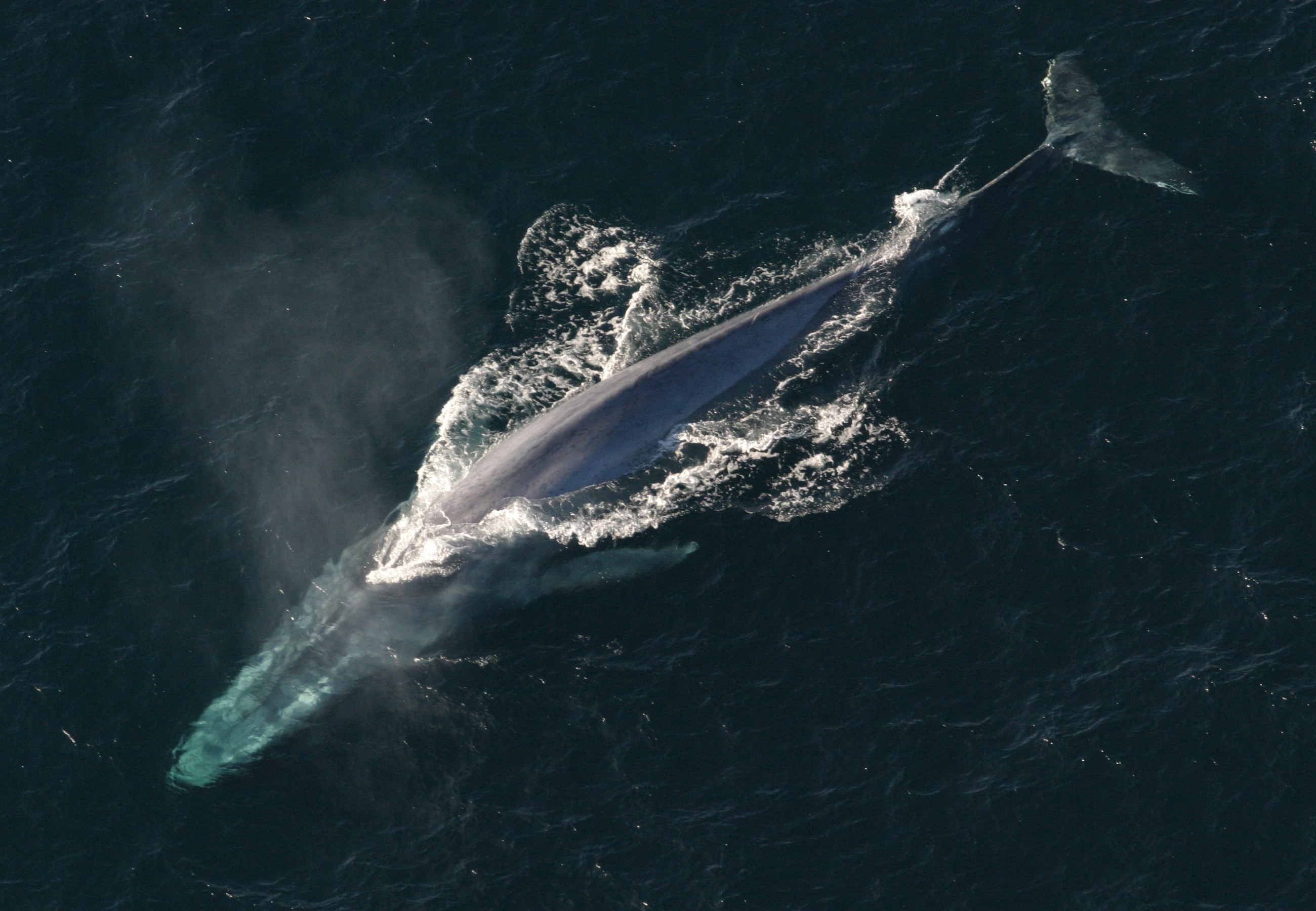
الحوت الأزرق المهدد بالانقراض، أكبر حيوان على الإطلاق.
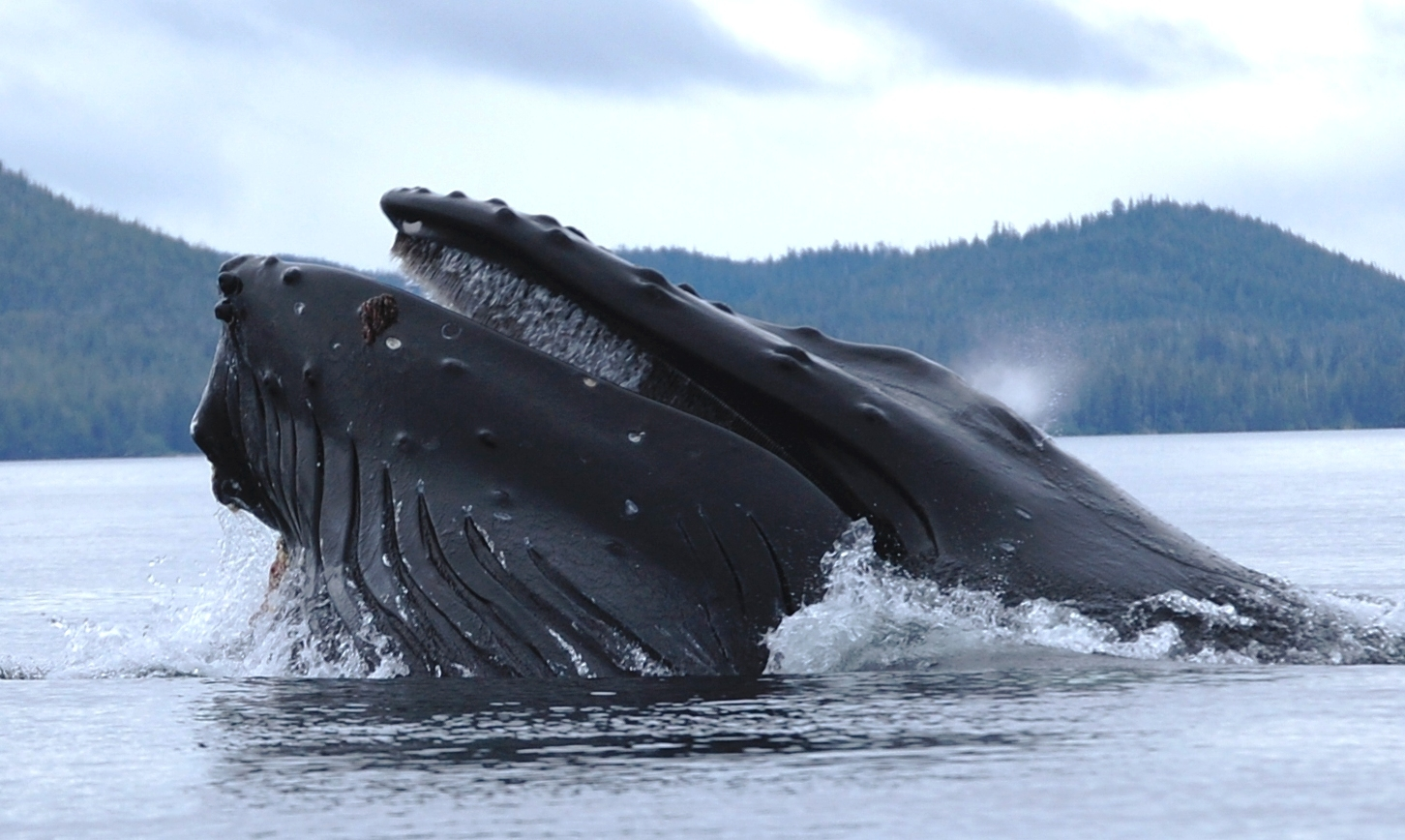
حوت أحدب يصفّي الكريل.
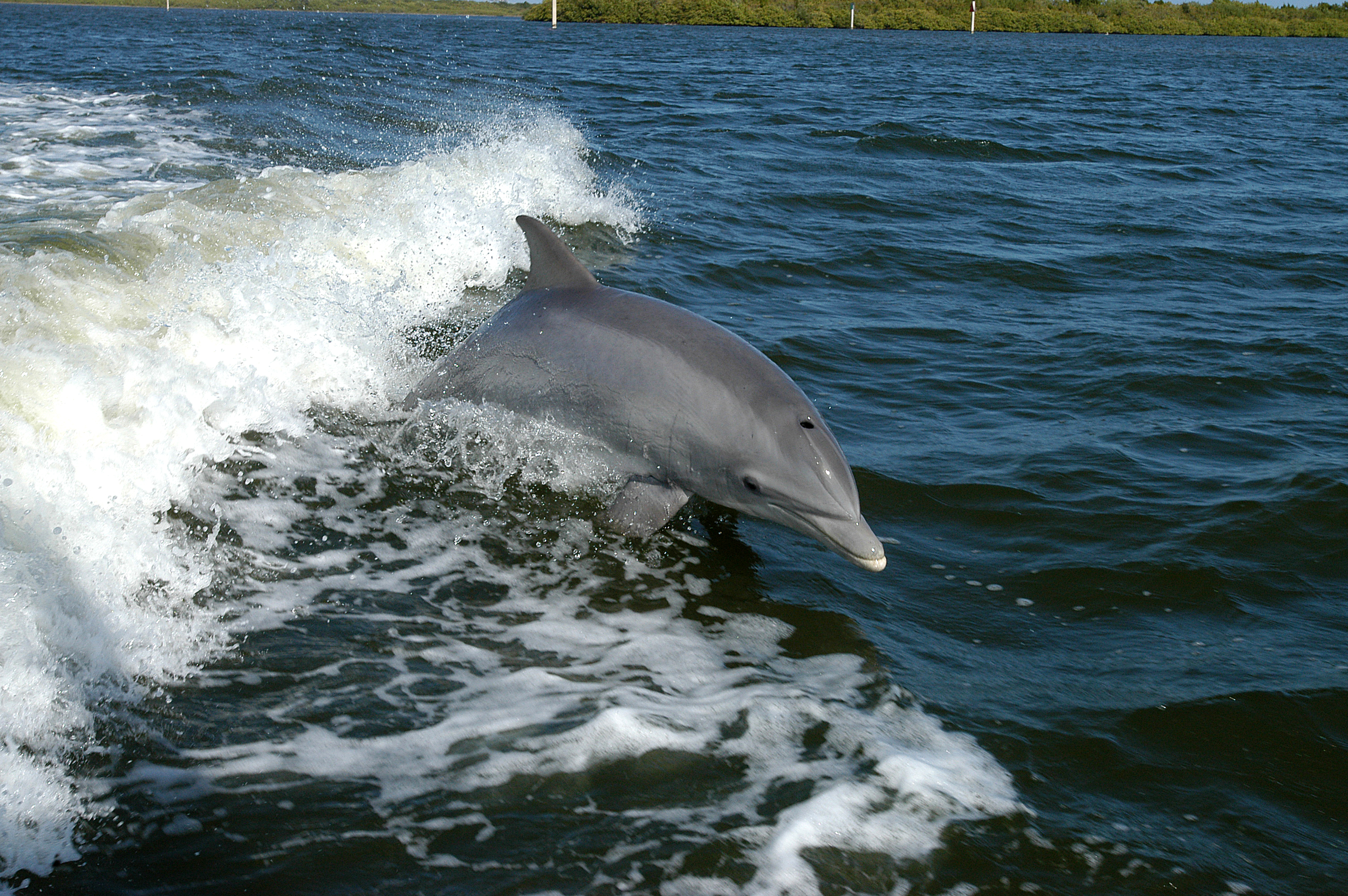
دلفين قاروري الأنف، أعلى معدل نمو دماغي بين جميع الحيوانات بعد البشر.
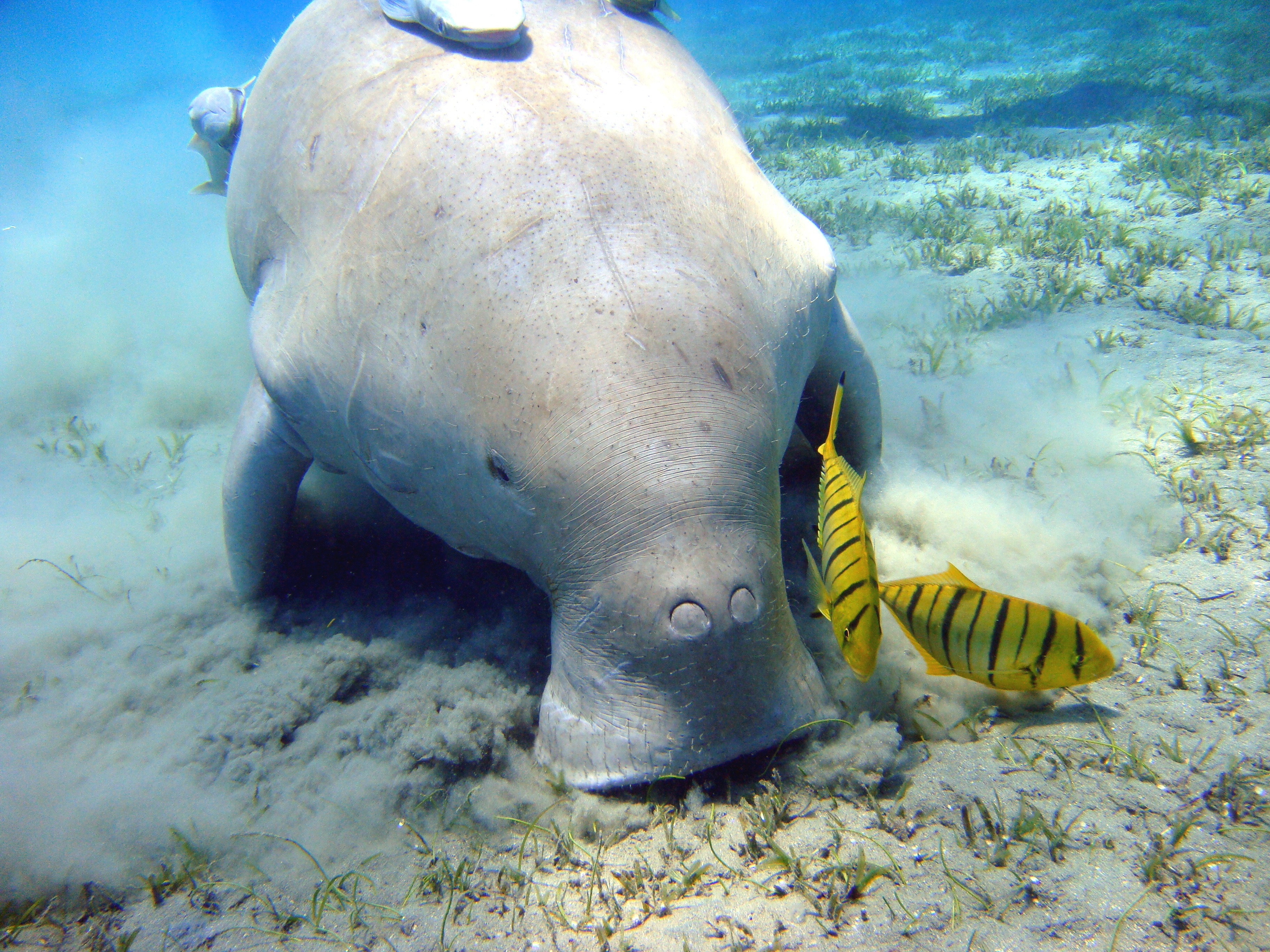
أطوم يرعى الأعشاب البحرية

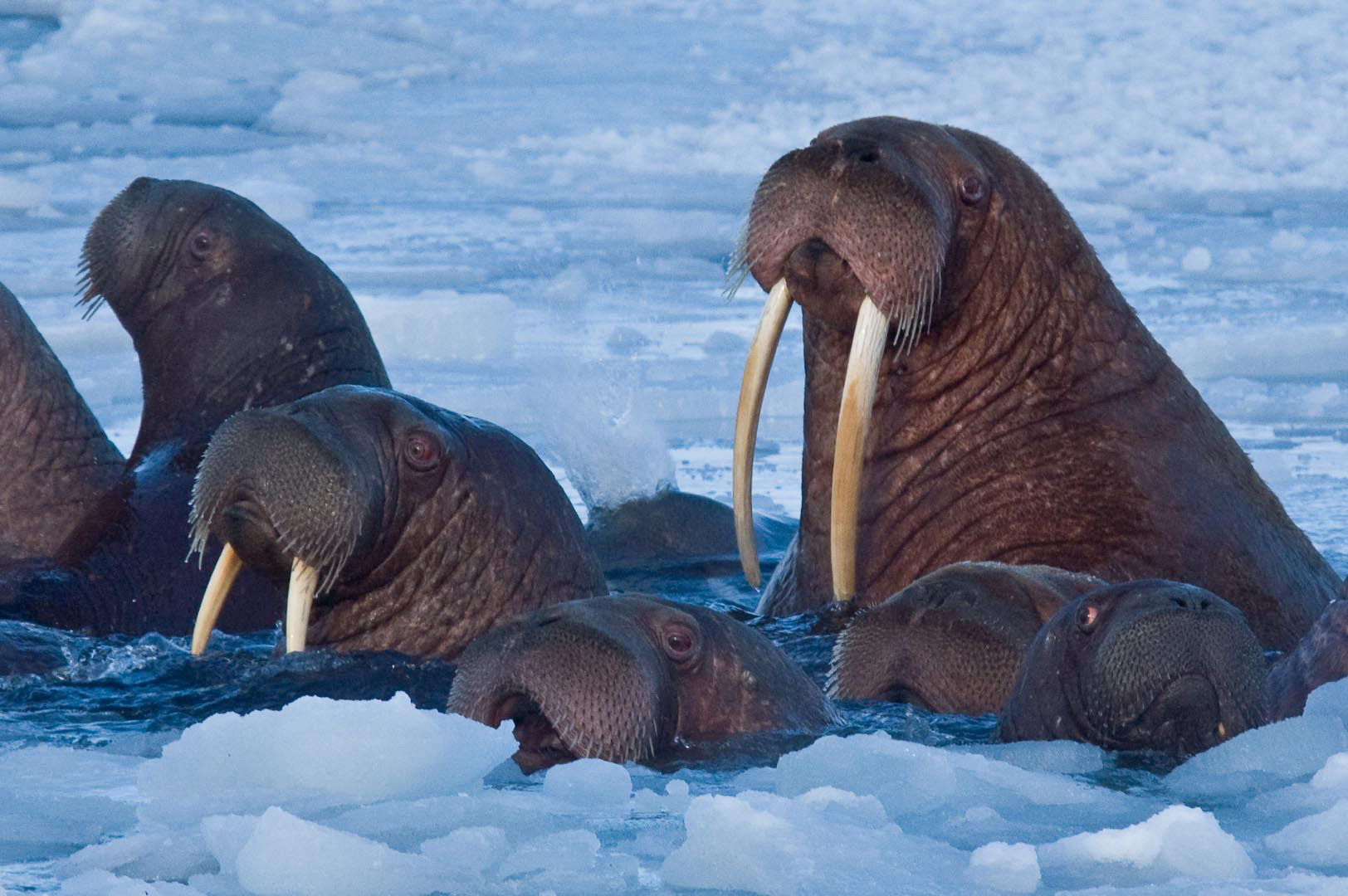
الفظ قادمًا للهواء
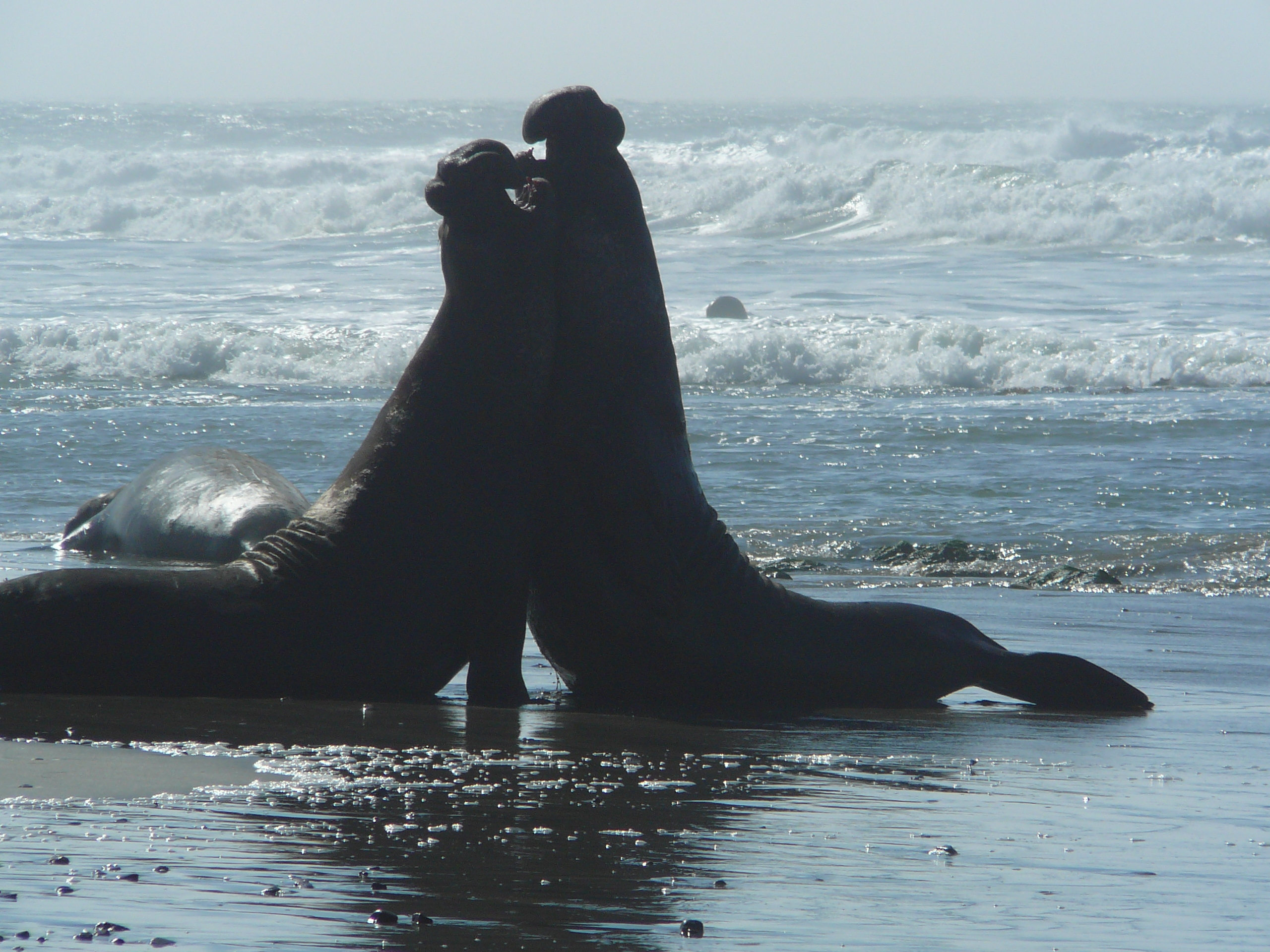
فيل البحر المتصارعة
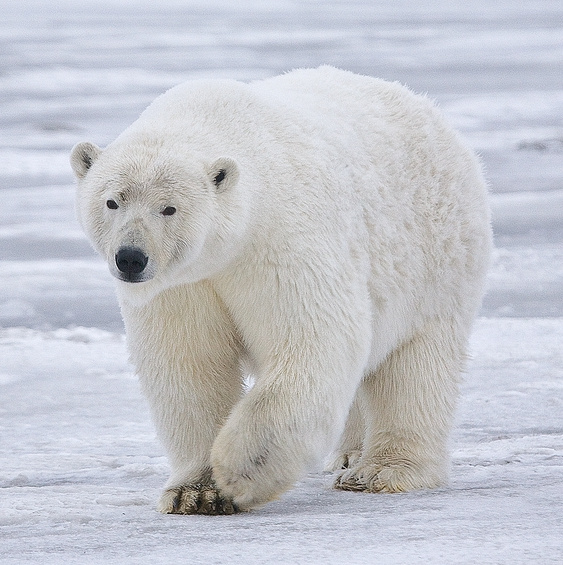
الدب القطبي